# 氷と炎の歌の世界
氷と炎の歌の世界（こおりとほのおのうたのせかい）では、ジョージ・R・R・マーティン著のファンタジー小説シリーズである『氷と炎の歌』の中に現れる、架空の世界について述べる。小説に基づき、HBOドラマシリーズ『ゲーム・オブ・スローンズ』とその前日譚『ハウス・オブ・ザ・ドラゴン』が放映されている。
『氷と炎の歌』の物語は、ウェスタロスと呼ばれる大陸と、エッソスと呼ばれる大陸を主とした架空世界を舞台としている。物語には3つの主要な筋があり、次第に絡み合うようになる。第一は諸名家によるウェスタロスの王座を巡る争い、第二はウェスタロスの国境となる巨大な氷の〈壁〉の北での〈異形〉と呼ばれる脅威の増大、第三は13年前の内戦で殺された王の娘であるデナーリス・ターガリエンのウェスタロスへの帰還と玉座を求める野望である。なお、ドラマシリーズでは、内戦は17年前に起きたことになっている。
ウェスタロス以外にも二つの大陸がある。巨大なエッソス大陸は、ウェスタロスから〈狭い海〉を隔てた東側に位置する。エッソスの、ウェスタロスに最も近い西部には独立した都市国家群である自由都市群がある。エッソスの南岸沿いはまとめて夏の海の土地と呼ばれており、奴隷商人湾や、ウェスタロスの旧王家であるターガリエン家の古の故郷である、ヴァリリアの廃墟がある。
エッソスの南には、ソゾリオス大陸がある。黒い肌の人間が住み、ジャングルが多く、疫病がはびこり、ほとんど探検もされていない、ということ以外はこの大陸について知られていない。
本シリーズの第1部から第3部には岡部宏之による旧版と、酒井昭伸による新訳語を用いた改訂新版が存在し、両版の間では多くの名称の日本語訳が変更されているため、以下においては新訳語を用い、最初に使用された箇所では括弧内に旧訳語を示す。'
以下の内容は、第5部終了時点でのものである。

## ウェスタロス
氷と炎の歌の物語は、おもにウェスタロス大陸が舞台である。その広さは南アメリカ大陸にほぼ等しい。しかし、極度の低温と、〈野人〉(〈野性人〉)として知られる敵意に充ちた住民のために、極北の地は未踏のままである。北部は南部よりも人口が少ない。
〈征服戦争〉の前は七つの独立した王国に分かれていたが、 ターガリエン家の主権のもとに統一され、各領域はそれぞれ一つの名家によって統治される。統一後も、これらの領域はまとめて七王国と呼ばれる。七王国の社会は封建社会であり、大小の領主が支配地の領民から税を取り立てる。これらの領主は各領域の支配的な名家に忠誠を誓う旗主となる。
七王国の統治は、現代の内閣にあたる常設の小評議会が王のもとで統治する。小評議会の成員は固定ではないが、王自身のほか、首相にあたる〈王の手〉、法相、蔵相、海相、スパイの頭、グランド・メイスター、〈王の盾〉総帥などが参加する。重要な議題を決定する際には、まれにウェスタロス中の貴族を招集した大評議会が開かれることもある。
| 旧地域名                     | 統治する諸名家 | 本拠地                                | 私生児の姓   |
| 旧王国                       | 旧王国         | 旧王国                                | 旧王国       |
| ---------------------------- | -------------- | ------------------------------------- | ------------ |
| 北の王国(北部)               | スターク家     | ウィンターフェル                      | スノウ       |
| 鉄諸島の王国                 | グレイジョイ家 | パイク                                | パイク       |
| 山と谷間の王国(アリンの谷間) | アリン家       | 高巣城                                | ストーン     |
| 岩の王国(西部)               | ラニスター家   | キャスタリーロック                    | ヒル         |
| 河間平野(リーチ)             | タイレル家     | ハイガーデン                          | フラワーズ   |
| 嵐の王国(ストームランド)     | バラシオン家   | ストームズエンド                      | ストーム     |
| ドーン                       | マーテル家     | サンスピア                            | サンド       |
| 非王国                       |                |                                       |              |
| リヴァーランド               | タリー家       | リヴァーラン                          | リヴァーズ   |
| 王室領                       | バラシオン家   | キングズランディング ドラゴンストーン | ウォーターズ |

以上の九つの領域がいわゆる七王国である。正確に言えば、七王国とはターガリエン家にかつて統治された土地を指し、大陸を指すウェスタロスと同義語ではない。七王国は大陸の大半を占めるが、〈壁〉の向こうの極北の地はウェスタロスではあっても七王国の一部ではない。
ウェスタロスは、何年も続くがその長さは予測できないという、不規則な季節に苦しめられている。氷と炎の歌の序盤において、ウェスタロスは10年も続く夏を満喫していたが、同じくらい長く厳しい冬が来ると恐れられている。
七王国においては、結婚は神聖なものであり、結婚によらない私生児は厳しく差別され、高貴な生まれの私生児は各領域で定められた姓を名乗らされる。

### 北部

原作者は北部をスコットランドに例えている

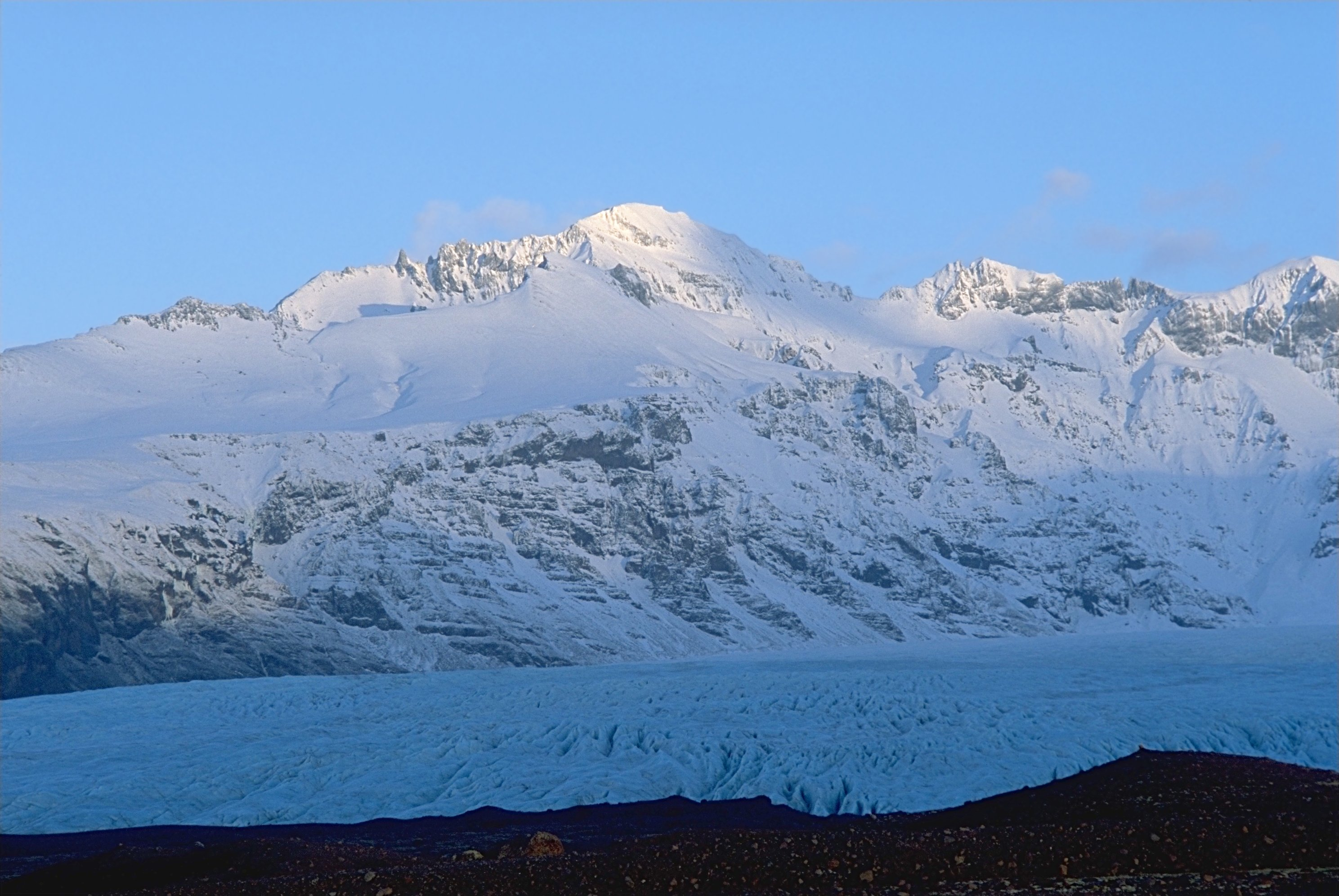
ドラマシリーズのシーズン2では〈壁〉の向こう側のシーンをアイスランドのヴァトナヨークトル氷河で撮影した

ウェスタロスの北半分であり、ウィンターフェルのスターク家によって治められている。北部は他の六王国を合わせたほど広いが、人口は希薄である。雪が降り、冬の気候は厳しい。
ホワイト・ハーバーの街は繁栄した港として描かれている。北部の北の境は、アリセーン女王によって〈冥夜の守人〉(〈夜警団〉)に永久に与えられたニューギフトであり、南北50リーグ(240キロメートル)ほどの幅で東西に広がる。
ネック(地峡)の湿地が北部と南部の境界である。ネックの沼地には、小柄な湖上生活者が住み、スターク家の旗主(旗手)である〈灰色沼の物見城〉(グレイウォーター・ウォッチ)のリード家に治められている。狭く通行困難な土地であり、難攻不落のモウト・ケイリン城も備えるがゆえに、この地域は自然境界であり、南部からの侵略に対する防衛線となっている。このため、北部は〈最初の人々〉の習慣を色濃く残す土地となる。北部に生まれた高貴な私生児は、“スノウ”姓を与えられる。
その他の主な城はボルトン家のドレッドフォート、スターク家の親戚であるカースターク家のカーホールド、トールハート家のトーレンズスクエア、アンバー家の〈最後の炉端城〉(ラスト・ハース)、グローヴァー家の〈森林の小丘城〉などである。

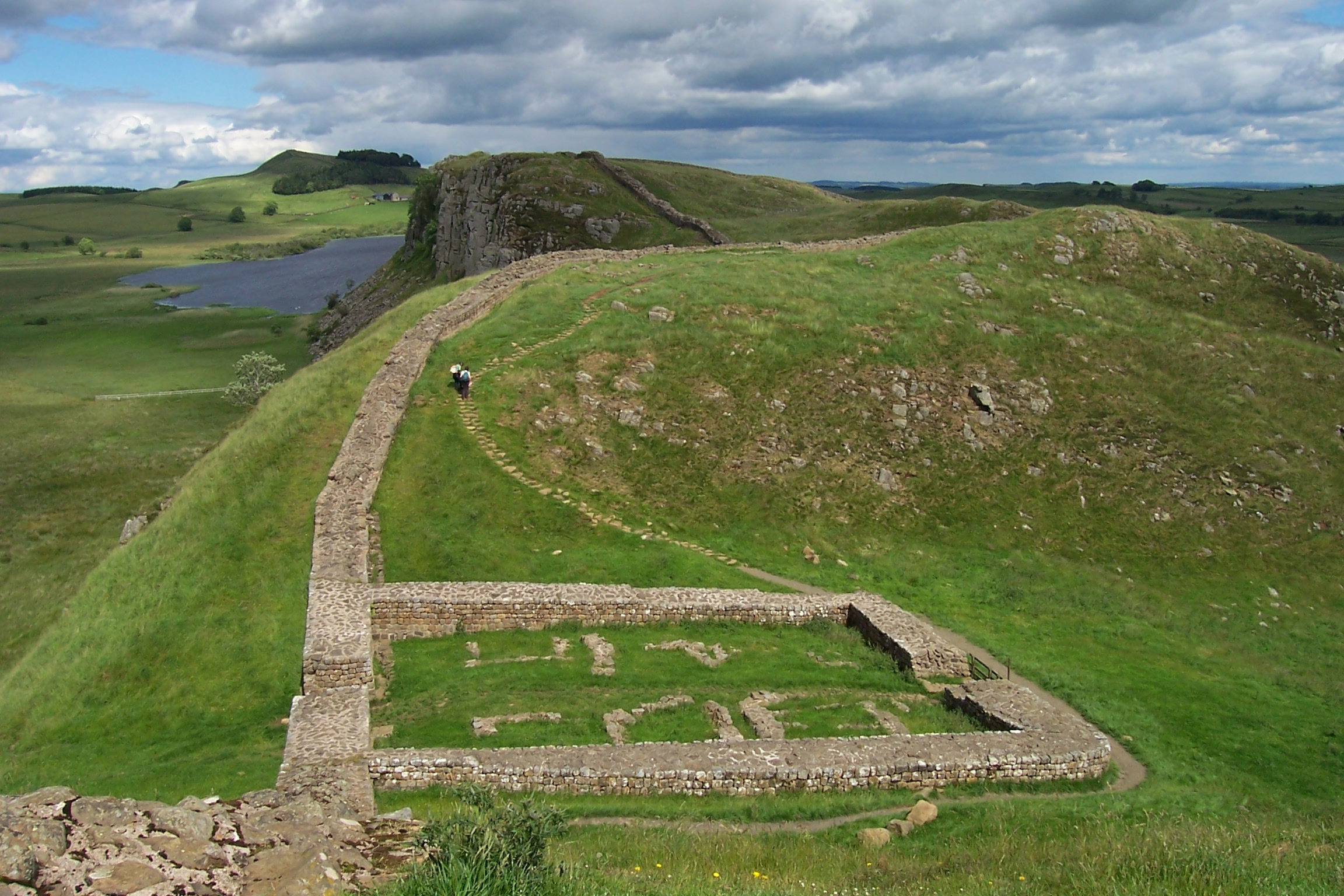
〈壁〉はイングランド北部のハドリアヌスの長城に発想を得ている

壁

七王国の北の境界にある巨大な石と氷と魔法の壁。伝説によれば、北からの脅威から七王国を守るために、8000年前にブランドン建設王ひきいる〈最初の人々〉により、巨人の助けを得て作られる。480kmの長さにおよび、平均した高さは210mほどであるが、所によっては270mの高さにもなる。〈壁〉の上は10mほどの幅があり、12人の騎士が並んで進めるほどである。
〈壁〉の北側には七王国の法が及ばない。〈誓約の兄弟〉とも呼ばれる〈冥夜の守人〉が〈壁〉を守備し、北の脅威から人間の領域を守る。もともとは超自然的な〈異形〉(〈異形人〉)から〈壁〉を守っていたが、後には〈壁〉の北に住む、七王国の刑罰や徴税から逃れた自由民とその子孫である〈野人〉から守るようになる。物語が進むにつれて、〈異形〉と、〈異形〉によって死から引き戻され操られる〈亡者〉が真の敵として再び姿を現す。
〈壁〉の南にはギフト、ニューギフトと呼ばれる細長い土地がある。〈冥夜の守人〉はこの土地に補給を頼る。北部に境界を接しながらも、〈壁〉とギフト、ニューギフトは七王国から法的に独立しており、法の及ばない土地である。〈壁〉の防衛の補給のため、〈冥夜の守人〉はギフトの管理を数千年間続けており、ターガリエン家がウェスタロスを征服して七王国を統一した時に、ターガリエン家に名目上の忠誠を誓わせただけで、〈冥夜の守人〉にギフトの管理を続けさせ、後にニューギフトを加増する。しかし、物語の時点では住人がいない。
冥夜の守人
〈冥夜の守人〉は土地と称号を持たず、妻や子を持たず、家族との絆を断ち切り、七王国の争いには関わらず、脱走しないことを誓う。誓いを破ることは死罪に値する。〈冥夜の守人〉は黒い衣だけをまとうため、〈冥夜の守人〉に加わることを“黒衣を着る”とも言われ、蔑称として〈鴉〉とも呼ばれる。〈冥夜の守人〉に参加することは今でも名誉だと考えられ、身分にかかわらず〈冥夜の守人〉の中の階級を登ることができる。だが近年は、七王国の防衛のために志願する者は少数となり、ほとんどが七王国から追放された犯罪者や裏切り者からなる弱体化した集団となっている。最後に〈異形〉が現れてから数千年が経過したため、七王国においては警戒心が薄れており、〈壁〉の防御は弱まっている。〈守人〉の員数は減り、〈壁〉に沿う19の城のうち、もはや〈黒の城〉、〈海を望む東の物見城〉(〈海辺の東方監視所〉)、〈影の塔〉の3城にしか守備隊がいない。〈野人〉は〈壁〉を通り抜けられないが、登って越える者、あるいは船で沿岸を迂回する者がいる。〈守人〉の新入りにはそれぞれ役割が与えられる。〈工士〉は壁を補修し、武器を作る。〈雑士〉は日常の雑事を行う。〈哨士〉は戦いと偵察を行う。
壁の向こう側

『王狼たちの戦旗』では〈壁〉の向こう側が描かれるが、最初の五部ではそれほど詳しく描かれていない。だが最後の二部ではより詳しく〈壁〉の向こう側が描かれる予定である。ドラマシリーズではアイスランドで〈壁〉の向こう側の撮影が行われたが、原作者によれば〈壁〉の向こう側はアイスランドよりも大きく、グリーンランドよりも大きい。〈壁〉の近くには木の密生する森が広がるため、カナダのような環境である。北に向かうにつれて景観は変わり、ツンドラと氷原が見られるようになり、極地方の環境となる。片側には平原があり、別の側には高い山々がある。
〈壁〉の向こう側には〈野人〉が住む。〈野人〉は〈最初の人々〉、および七王国の刑罰や税から逃れた自由民の子孫である。〈野人〉はしばしば〈壁〉を襲撃し、また〈壁〉を通ってその南の七王国に向かおうとするため、これを阻止することが〈冥夜の守人〉の主たる任務となっている。〈冥夜の守人〉はしばしば〈壁〉の北を偵察し、〈野人〉の動向を探る。〈野人〉の中には、クラスターなど、〈冥夜の守人〉と友好関係を保つ者もいる。
〈壁〉の向こう側には、かつて〈最初の人々〉および〈森の子ら〉と戦った〈異形〉も住むと伝えられるが、物語の開始時点では、数千年間も姿を見られていない。
ウィンターフェル
古からのスターク家の本城。冷涼な北部にあるため、城の下にある温泉から温水を壁の中に通して暖房している。城の地下深くには地下墳墓があり、スターク家の先祖が葬られている。墓には彫像がおかれ、足元には大狼が、手には剣が握られている。代々のウィンターフェル公と、〈征服戦争〉前の〈北の王〉が葬られている。

### 鉄諸島
鉄(くろがね)諸島はウェスタロス大陸の西岸沖の〈鉄人の入江〉(〈鉄人の湾〉)にある荒涼たる7つの島-パイク、グレート・ウィック、オールド・ウィック、ハーロー、ソルトクリフ、ブラックタイド、オークモント-からなる。これらの島の居住者たちは、ウェスタロス人からは〈鉄(くろがね)人〉と呼ばれ、みずからは〈鉄諸島生まれ〉と名乗っている。気候は風が強く、冷涼で湿気が多い。〈鉄人〉達は、あきらかにヴァイキングをモデルとしており、その船はロングシップと呼ばれる高速船である。
パイクのグレイジョイ家が最上位の領主家である。グレイジョイ家は、〈征服戦争〉中にハレン暗黒王(色黒王)の血統が絶えた後、〈鉄人〉たち自身によって選ばれる。エイゴン征服王の到来以前には、〈鉄人〉たちはリヴァーランドと、ウェスタロスの西岸の大部分を占領する。〈鉄人〉たちは海上では勇猛であり、その海軍は比類なき強さを誇り、西部および南部沿岸への襲撃は、“海の恐怖”として恐るべき評判を今も保っている。かつてアンダル人は鉄諸島を侵略し、現地の人間と通婚する。子孫はアンダル人の〈七神正教〉(〈七柱の神々〉の宗教)を信仰することを止め、〈溺神〉(溺れた神)を信仰するようになる。鉄諸島の高貴な私生児は“パイク”姓を与えられる。

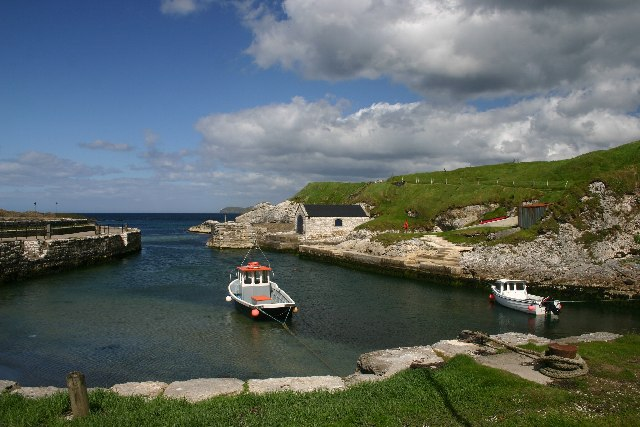
北アイルランドのBallintoyでパイクのシーンが撮影された

主な城としてテン･タワーズなどがある。
パイク

長年鉄諸島を治めて来たグレイジョイ家の本拠。パイク島の岩がちの半島の先端に作られている。〈五王の戦い〉以後、パイクの玉座は〈海の石の御座〉(海の石の玉座)と呼ばれる。止むことなく打ちつける波の衝撃が、もともとパイク城が建っていた岩を砕いてしまったため、今や城は、本島に建つ主城と海の中の岩に建ついくつもの小さな塔に分断されている。これらの塔は岩の城や揺れるロープの吊り橋でつながれている。ローズポートは島のもう一方の端にある村で、ボトリー家の城が見下ろす位置にある。
グレイジョイ家の反乱の際、ローズポートとボトリー家の砦はロバート・バラシオンによって破壊され、パイクは包囲され征服される。ベイロン・グレイジョイはパイク公として残されたが、その息子のシオンは人質としてエダード・スタークに里子に出される。反乱の後に、ローズポートは神殿を除いて再建され、ボトリー公は、以前の木材と編み枝の城の代わりに石造りの小城を建てる。

### リヴァーランド
トライデント河流域に広がる肥沃で人口の多い土地。ウェスタロスの9つの領域のひとつではあるが、8番目の王国となることはなく、他の王国の支配下にあることが多い。西部、王室領、アリンの谷間、そして北部に囲まれ、自然障壁がないために、しばしば攻め込まれて戦争が起きる。物語の当初、この地域の最上位の領主はリヴァーランのタリー家である。古の〈川の王〉の没落の後は、さまざまな南部の王国に支配され、エイゴン征服王による〈征服戦争〉の時には鉄諸島のホア家のハレン暗黒王に支配されている。タリー家は、ハレン暗黒王に背いてエイゴン征服王を選んだ反逆者の貴族であり、その褒賞として最上位の領主の地位を与えられる。リヴァーランドで生まれた高貴な私生児は“リヴァーズ”姓を与えられる。
主な城としてリヴァーラン、シーガード、メイドンプール、双子城、〈ハレンの巨城〉(ハレンホール)などがある。
ハレンの巨城
ウェスタロスの中央部の湖である〈神の目〉の北岸に位置し、当時リヴァーランドをも支配していた鉄諸島のハレン暗黒王によって、史上最大の城として建設される。黒い石を使って建設され、5つの巨大な塔と一軍を入れられるほどの大広間をそなえ、ハレンの傲慢さの記念碑となっている。だが工事を終えた直後にエイゴン征服王の侵略が始まる。エイゴンのドラゴンの前では、分厚く高い壁も役に立たず、ドラゴンの炎は、城の石を粉砕して溶かし、ハレンとその息子たちを殺す。ハレンの血統は絶え、その王国は征服される。
ハレンの破滅の後、この城は様々な家によって所有される。悲惨な末路を迎えた居住者が多かったため、城には呪われていると言う悪評がつく。このように巨大な城を維持し兵を配置することは、兵站的にも経済的にも困難であり、〈ハレンの巨城〉は無用の長物となる。
『ハウス・オブ・ザ・ドラゴン』の時代には、ほぼ廃墟となってはいるが、ストロング家が領主となり城代を置いている。内戦〈双竜の舞踏〉では、デイモン・ターガリエンがこの城にリヴァーランドの諸侯の兵を集める。
〈五王の戦い〉の初め、〈ハレンの巨城〉は荒れ果て、城のごく一部だけが手入れされている。タイウィン・ラニスターがこの城を奪ったとき、サーセイ王妃は所有権をジャノス・スリントに与えるが、弟で〈王の手〉のティリオン・ラニスターは即座にこの報酬を取り上げ、スリントを〈壁〉に送る。タイウィンは代りに城をピーター・ベイリッシュ(ベーリッシュ)に与え、それ以来、彼が名目上の所有権を保持しているが、一度も足を踏み入れたことはない。
戦争が進むにつれて、〈ハレンの巨城〉には次々と所有者が現れ、幾度となく残虐行為が行われる。〈勇武党〉(〈勇敢組〉)の傭兵たちが城のラニスター家の守備隊を裏切った後、ルース・ボルトンが城を乗っ取る。ボルトンが城を捨てた後は、グレガー・クレゲインが〈勇武党〉を粉砕して城をラニスター家に取り戻す。
リヴァーラン
〈征服戦争〉以来リヴァーランド公であるタリー家の古からの本拠地。タンブルストーン川がトライデント河の赤の支流に流れ込む土地の突端にあり、砂岩を使って建てられた、三角形の城である。城を大きな船に例える者もいる。正門の他にも、〈水車の塔〉からの水路を通って、タンブルストーン川からリヴァーラン城に入ることも可能である。城の二つの側面はタンブルストーン川と、トライデント河の赤の支流に面するが、第三の側面は巨大な人工の濠であり、城が攻められた時には水が入れられる。リヴァーランで最も高いのは巨大な物見の塔であり、ここからは何マイルも先の敵を発見することができる。川と濠による防御と相まって、リヴァーラン城は難攻不落である。
リヴァーランはロブ・スタークが北の王に即位した場所である。古の北の王国には属していなかったトライデント河流域の諸公も、ロブ王を支持し、軍と城を提供する(ただし、ウォルダー・フレイは例外である)。五王の戦いの当初、ジェイミー・ラニスター(ジェイム・ラニスター)は大軍でリヴァーランを包囲するが、〈囁きの森の戦い〉でロブ・スタークに敗れて捕虜となり、その軍は殲滅される。後にタイウィン・ラニスターがリヴァーランドを再び攻めようとした時、エドミュア・タリーがその襲撃を退けてリヴァーランを守る。しかし、〈釁られた婚儀〉(〈血染めの婚儀〉)でロブ王が死んだ後、ラニスター家とフレイ家は再びリヴァーラン城を包囲する。サー・ライマン・フレイがエドミュア・タリー公を人質にとっていたにもかかわらず、ラニスター家とフレイ家の争いのため、包囲は無秩序で、不首尾となっている。ジェイミー・ラニスターが来て、捕虜のエドミュア公と降伏案を交渉するまで、サー・ブリンデン・タリー“ブラックフィッシュ”は包囲軍に抵抗することが出来る。だがエドミュア公は、ジェイミーに攻められて城内の軍勢を皆殺しにされるよりは、城を明け渡すことを選ぶ。そしてリヴァーランは、ラニスター家の同盟者であるエンモン・フレイの弱々しい手に渡る。
双子城 
緑の支流にかかる石造りのアーチ橋で結ばれた、堅固に防御された二つの城。橋は二台の馬車がすれ違えるほど広く、〈水の塔〉として知られる中央の塔によって警備されている。双子城は600年以上もフレイ家の本拠であり続け、ここにある関門橋(渡り場)を通らなければ数日間も回り道をしないと川を渡る事が出来ない。高額な渡し賃によりフレイ家は富裕であり、多くの一族を抱える。フレイ家はタリー家に臣従する家の中では最も強力であり、1000人の騎士と3000人の歩兵を戦争に送り、なおかつ少なくとも400人の守備兵を双子城に残すことができる。だが、過去においてフレイ家の忠誠心は疑問とされ、現在の家長であるウォルダー・フレイ公は遅参公とも呼ばれ、怒りっぽく高慢な老人として知られている。
〈五王の戦い〉の間、フレイ家は〈北の王〉のために〈鉄の玉座〉に反抗して立ち上がる。この反抗は、フレイ家の娘とロブ・スタークの婚約を条件とする。しかし、ロブ・スタークがウェスタリング家の娘と結婚して婚約を破った後、ウォルダー・フレイ公はこの侮辱に対する復讐を計画する。フレイ公は、エドミュア・タリー公と自らの娘のロズリン・フレイとの結婚を整える。ドレッドフォートのルース・ボルトン公およびタイウィン・ラニスター 公と陰謀をめぐらし、傭兵と騎士に楽師を装わせる。婚儀の最中に、“楽師”は、王の母である レディ・キャトリン(ケイトリン)・スタークを含む王の家族と支持者たちを殺し、リヴァーラン公エドミュア・タリーを捕虜とする。王は斬首され、代わりにそのダイアウルフの頭を縫い合わされて引き回される。この事件は〈釁られた婚儀〉として知られるようになる。最も神聖な客の権利を侵害されて多数の北部人が殺されたため、フレイ家は北部では憎悪され、その他の地域でも軽蔑されることになる。

### アリンの谷間
ほぼ完全に月の山脈(月の山)によって囲まれた肥沃な谷。西はリヴァーランドに隣接する。アンダル人貴族の中でも最古の血統であり、エイゴン征服王以前には〈山と谷間の王〉であったアリン家に統治されている。その本拠地高巣城(アイリー)は、山の上にあり、小さくとも難攻不落である。谷間への道は、がけ崩れと〈暗闇猫〉と〈山の民〉によって危険な峠道である。峠道は四人の騎手しか通れない細い道となり、谷間の唯一の入り口であり、二つの監視塔に挟まれた〈血みどろの門〉につながる。山に囲まれているため、谷の気候は穏やかであり、肥沃な平地と森を有する。山の雪解け水は凍ることのない急流〈アリッサの涙〉となり、豊かな水を谷間にもたらす。肥沃な黒土と、緩やかな流れの川と、数百の小さな池がある。最高峰は5600mにもなる〈巨人の槍〉である。谷間で生まれた高貴な私生児は“ストーン”姓を与えられる。
主な城としてガルタウン、ストロングソングなどがある。

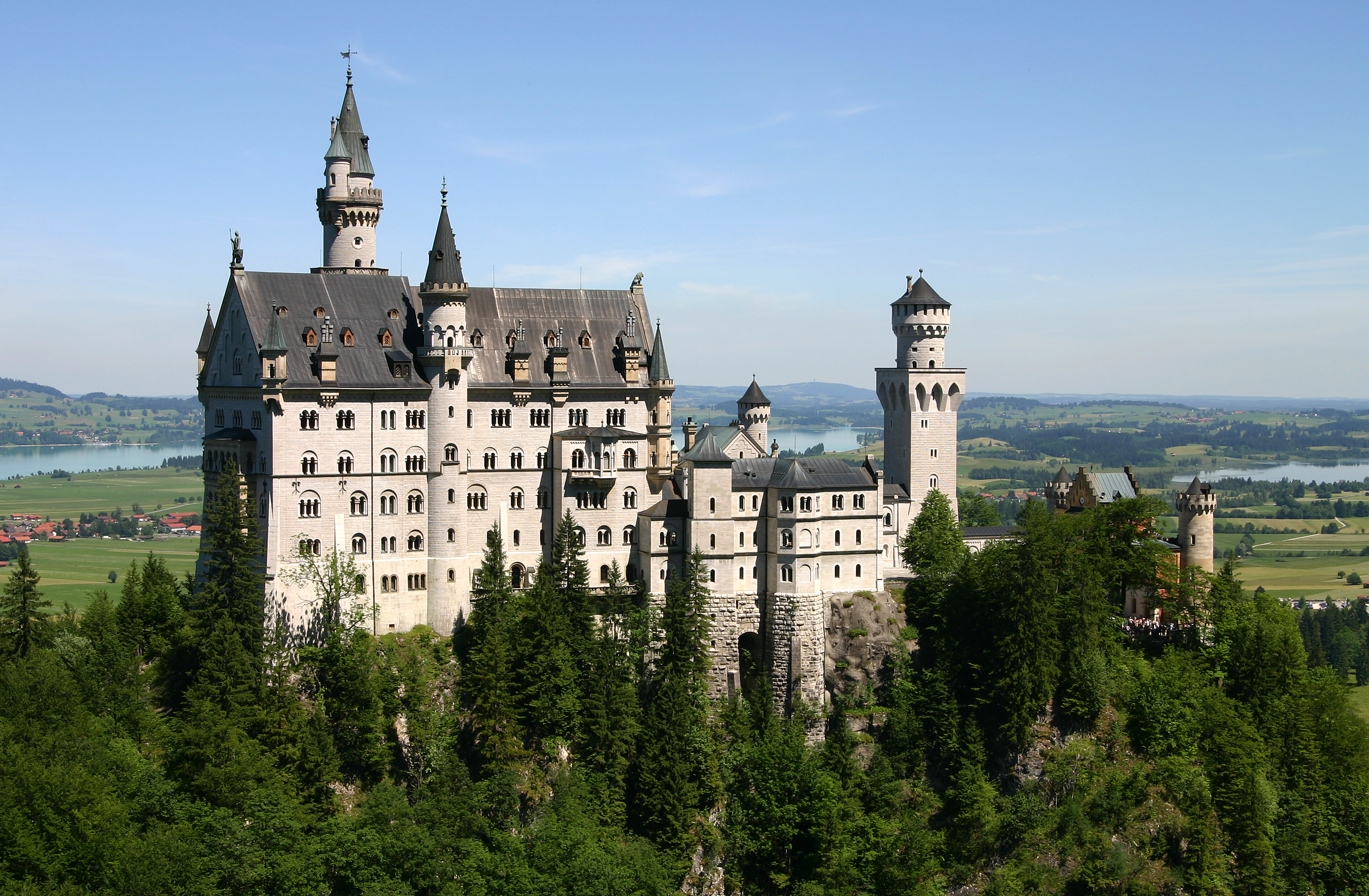
ノイシュヴァンシュタイン城

高巣城

アリン家の古からの本拠。ノイシュヴァンシュタイン城に着想を得ている。 城は〈巨人の槍〉として知られる山の上にあり、ラバのための細い道でしか行くことが出来ず、〈月の門〉と3つの小さな関門-石城砦、雪城砦、空城砦-で守られている。

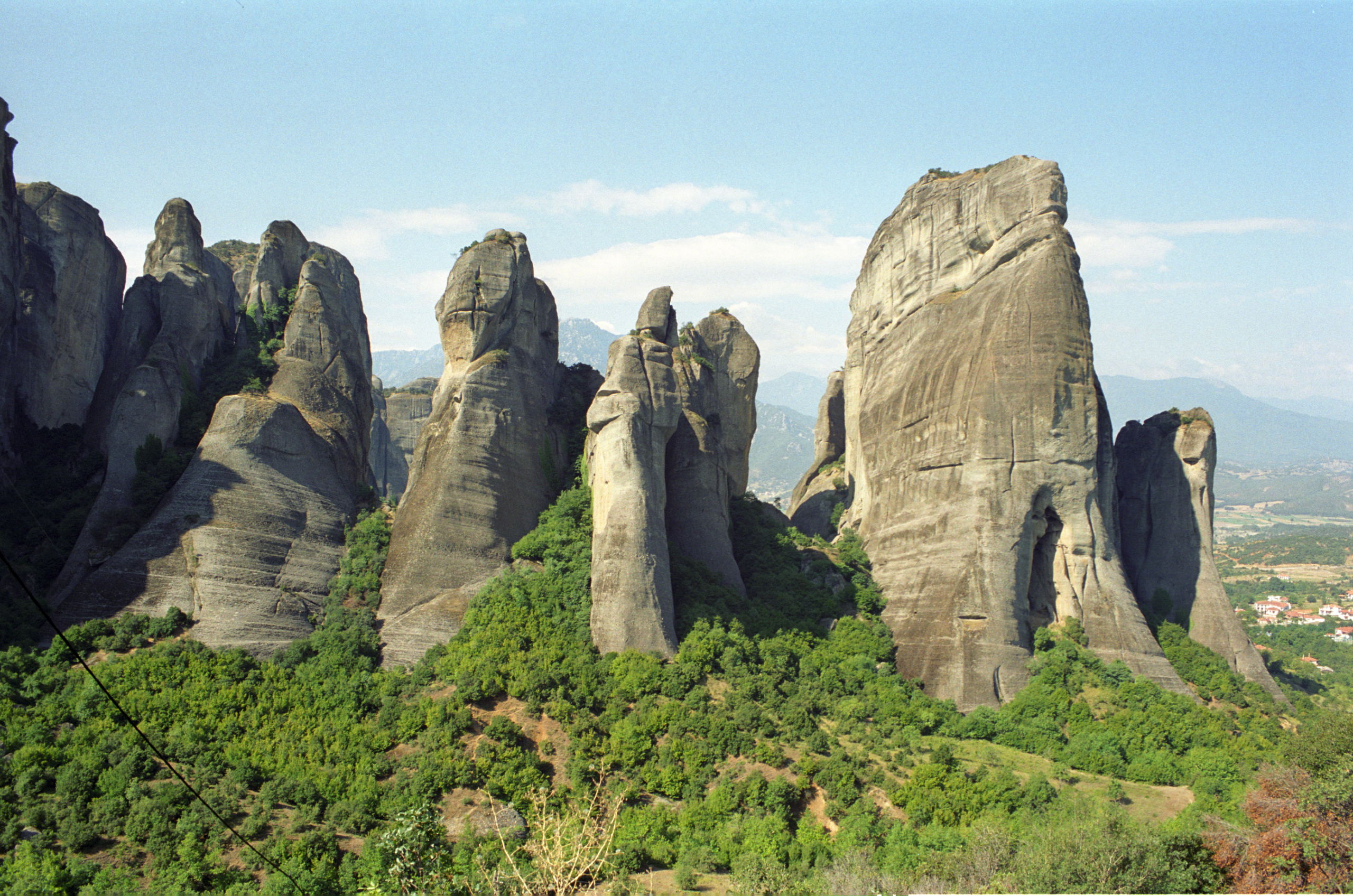
ドラマシリーズではギリシャのメテオラの映像が高巣城のシーンのCG合成に利用された

高巣城は巨城と呼ばれる城の中では最小であり、7つの細い塔からなっている。あらゆる食料は下の谷間から運んで来られる。最も上にある関門である空城砦からは巨大なリフトが備えられている。ライサ・アリン(リサ・アリン)など多くの者が、山に囲まれた高巣城は難攻不落だと主張するが、冬は雪で城への補給が不可能になるため、永久に難攻不落であるわけではない。高巣城の牢は〈天空房〉(〈空の独房〉)として知られ、極めて悪名高い。冷たい空に向かって開け、床は外に向かって傾き、囚人たちは寝ている間に滑って端から落ちてしまうことを恐れる。多くの囚人たちが、囚われの身でいるよりも自殺することを選んだ場所である。高巣城での処刑は、広間の〈月の扉〉から山の岩までの身もよだつような600フィート(180メートル)の落下である。〈神々の森〉がないことも高巣城の特徴である。
ジョン・アリンの居城であったが、ジョンは〈簒奪者の戦争〉の前に、エダード・スタークとロバート・バラシオンを里子として育てる。ジョンはターガリエン家に対抗して旗を上げた最初の者である。戦争の後、ジョンはロバート・バラシオン一世王の〈王の手〉として仕える。ジョンが暗殺された後、その妻ライサは病気がちの息子ロバート(ドラマシリーズではロビン・アリン)を連れて再び高巣城に逃げこむ。〈五王の戦い〉の間、ライサはどの王位宣言者とも同盟しないが、ピーター・ベイリッシュが彼女と結婚することを承知したために、ラニスター家と同盟することに合意する。ピーターの私生児の娘を装っていたサンサ・スタークをライサが殺そうとした時、ピーターはライサを殺し、病気がちで発育が遅れたロバートの守護代および摂政として高巣城を治める。

### 西部
リヴァーランドの西、河間平野(リーチ)の北にある土地。かつて〈岩の王国〉の王であった、キャスタリーロックのラニスター家によって治められている。この地域の人々は西部人と呼ばれる。西部(ウェスターランド)には貴金属が豊富であり、これがラニスター家の富の源泉となっている。西部で生まれた高貴な私生児は“ヒル”姓を与えられる。

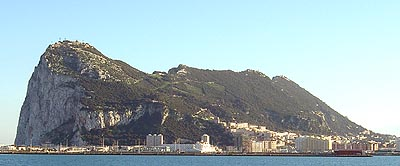
キャスタリーロックはジブラルタルの岩から着想された

キャスタリーロック

港湾都市ラニスポートとその向こうの海を見下ろす山を刻んで作られた砦であり、ラニスター家の古からの本拠地である。伝説によれば、ラン利発王として知られる英雄がキャスタリー家を騙してロックを諦めさせ、自分の物にしたことになっている。ロック城は七王国の中でも最も強固な城の一つとして名高い。〈五王の戦い〉以前はタイウィン・ラニスター 公が所有していたが、その死後は、摂政太后(摂政女王)サーセイ・ラニスターが従兄の一人を城代としている。
ジョージ・R・R・マーティンは、キャスタリーロックはジブラルタルの岩から着想を得たと自身のブログの中で述べている。
ラニスポート
キャスタリーロックの強力なラニスター家の分家である、ラニスポートのラニスター家により統治される港であり、豊かで繁栄した街である。この街はラニス家などラニスターと類似の家名をもつ小さな分家の故郷でもある。

### 河間平野
ハイガーデンのタイレル家(ティレル家)が治める、マンダー河流域の肥沃な土地。エイゴン征服王による征服戦争以前、タイレル家は河間平野(リーチ)の王であったガードナー家の執政である。ガードナー家の最後の王が〈火炎が原〉で死んだ後、タイレル家はハイガーデンをエイゴンに献上し、その報酬としてハイガーデン城と河間平野の最高位の領主の地位を与えられる。河間平野の富と力は豊かな農業生産に由来する。〈五王の戦い〉においては、バラシオン家と同盟を結んで食糧をキングズランディングに運び込み、飢えた民衆を救ってタイレル家の評判を高める。
ドーンとの境界地方(マーチ、ドーンの辺境)は、河間平野とドーンの国境の北側にあり、タイレル家に忠誠を誓う辺境の諸公たちが居住する。これらの旗主たちは、しばしば南部のドーン家の旗主たちと争いをおこす。河間平野の最も重要な都市はオールドタウンである。河間平野に生まれた高貴な私生児は“フラワーズ”姓を与えられる。
他の主な城としてアシュフォード、ゴールデングローブ、ビターブリッジなどがある。
オールドタウン
ウェスタロスで最大の都市の一つであり、アンダル人の侵略以前に〈最初の人々〉によって建設された最古の都市。アンダル人に反抗せず歓迎することでその侵略を生き延びる。ウェスタロスの南西部の、ハニーワイン川河口が囁きの入江(囁きの瀬戸)とその先の〈日没海〉に向かって開くところに位置する。
助言者、医者、学者、そして通信係として七王国に仕えるメイスター(マイスター)の結社の本拠である、〈知識の城〉(〈大城砦〉)のある都市として最も有名である。〈星の聖堂〉(〈星の神殿〉)は、キングズランディングにベーラー大聖堂が建設されるまでは七神正教の本拠である。エイゴン征服王がオールドタウンに入り、総司祭(大神官)によって戴冠された時、正式にターガリエン王朝が始まる。
オールドタウンはまた、七王国で最も重要な港の一つでもある。夏諸島、自由都市、その東にある都市、そしてウェスタロス中からの貿易船で常に埠頭がにぎわう。街そのものが美しく、多くの川や運河が、玉石を敷き詰めた道と交差し、息をのむような石造りの大邸宅が林立する。 キングズランディングにウェスタロス最大の都市としての地位は譲り渡しているが、この街にキングズランディングの汚らしさは見られない。
ハイタワー城は街で最大の建物であり、かつウェスタロスで最も高い建造物でもある。これは巨大な階層状の灯台であって、空に向かって800フィート(240メートル)も伸び、頂きには何マイルも先の海上からも見える巨大な篝火が置かれる。ハイタワー城のハイタワー家によって治められている。ハイタワー家は、もとは王であったが、のちにハイガーデンのガードナー家に忠誠を誓い、さらに侵略戦争の後にはタイレル家の家臣となる。ハイタワー家はその忠誠と信念によって知られる。現在の市の統治者はレイトン・ハイタワーである。
オールドタウンは〈五王の戦い〉には巻き込まれなかったが、のちにユーロン・グレイジョイ王の下で〈鉄人〉が沿岸に大規模な攻撃を仕掛け、〈盾諸島〉とアーバー島の一部を征服し、さらにハニーワイン川の河口を封鎖しようとする。だが埠頭への攻撃は、市の守備隊によって退けられる。オールドタウンはその後も〈鉄人〉からの脅威にさらされ続けている。

### ストームランド
キングズランディングとドーン海の間の領域。東はシップブレーカー湾であり、南はドーン海である。エイゴンの征服以前は、〈嵐の王〉によって治められ、その後はターガリエン家の私生児に始まる家系であるバラシオン家によって治められる。ドーンとの境界地方も領域内にあり、かつては〈嵐の王〉に征服され、その後はカロン家および下位の諸公に治められている。ドーンが七王国に加わった前世紀までは、ドーンとの境界地方はストームランド、河間平野、そしてドーンの間の戦場となることが多い。ストームランドで生まれた高貴な私生児には“ストーム”姓が与えられる。
主な城としてイーブンフォールホール、レインウッドなどがある。
ストームズエンド
バラシオン家の本拠であるが、それ以前は数千年に渡って〈嵐の王〉の古の本拠地である。伝説によれば、〈最初の人々〉の時代の最初の〈嵐の王〉ダランは、海神と風の女神の間に生まれた娘であるエレネイの愛を得る。ダランはエレネイを妻としたが、怒ったエレネイの両親は強力な嵐を送りこんでダランの城を破壊し、婚儀の客と家族を殺す。ダランは神々に宣戦布告し、シップブレーカー湾に沿って、より大きくより強固な城を次々に建設する。最後の七番目の城は嵐に耐える。これは〈森の子ら〉(森の子供たち)の助けを得たからであると言われるが、後に〈壁〉を建設したブランドン・スターク少年が、ダランに築城法を教えたからであるとも言われる。その真実は明らかでない。
極めて強固な城であり、七王国の時代には包囲にも嵐にも屈したことはない。その外側の防御は100フィート(30メートル)の高さの巨大な幕壁であり、最も薄い側面でも40フィート(12メートル)の厚さであり、海側の厚さは80フィート(24メートル)近くある。幕壁は砂と瓦礫の内核を二層の石積みが覆っている。幕壁は滑らかで丸くカーブしており、石があまりに巧妙に配置されているために、風が入り込むような石の間の割れ目すらない。海側の城壁の下には150フィート(45メートル)の崖がある。
城そのものは、最上部に恐るべき狭間胸壁がある巨大な円筒形の塔であり、遠くの敵には、反抗の意思を込めて空に向かって突きあげる、棘のついた巨大な拳のように見える。巨大な塔の中には馬屋、兵舎、兵器庫そして君主の居室が全て入っている。
また、敵の魔法に対する防御として、幕壁に呪文が織り込まれていると言われている。
戦いで落城したことはないが、ストームズエンドは近年の歴史でも何度か包囲戦に遭っている。エイゴン征服王の〈征服戦争〉の間、最後の〈嵐の王〉であるアージラック傲慢王は城を出てしまい、ターガリエン家の傍系オーリス・バラシオンと戦場で戦って敗北する。オーリスはアージラックの娘をめとり、ストームランドの領主となる。〈簒奪者の戦争〉の間、ストームズエンドは一年間包囲され、陸ではメイス・タイレル公がその軍を率い、海側ではパクスター・レッドワインがアーバー島の艦隊を率いる。防衛軍を率いたスタニス・バラシオン(スタンニス・バラシオン)は降伏を拒否し、その軍勢はネズミを食べるところまで追い込まれる。ダヴォス・シーワースという名の密輸業者が封鎖をすり抜けて城に補給を行い、スタニスは恩賞として彼を騎士としたが、過去の密輸の罪への罰として指を何本か切り落とす。戦後、今や王となった兄のロバートが城を末弟のレンリーに与え、スタニスを寒風吹きさらすドラゴンストーンの領主としたため、スタニスは怒り、何年も恨みを抱くことになる。〈五王の戦い〉の間、城はレンリーを支持し、スタニスに包囲される。レンリーの死後、城代は降伏を拒否する。ル=ロール(ルラー)の女祭司メリサンドルが城の下からダヴォスによって運び込まれ、超自然的な影の如きものを産み出して、城代は殺される。その直後、城はスタニスの軍勢に降伏する。その後の戦争で、城はメイス・タイレルの率いる強力な軍に包囲されるが、娘のマージェリーが密通の罪で総司祭に逮捕されたため、数週間で包囲を解いてキングズランディングに戻る。城はスタニス・バラシオンに忠誠を誓い続ける。

### ドーン

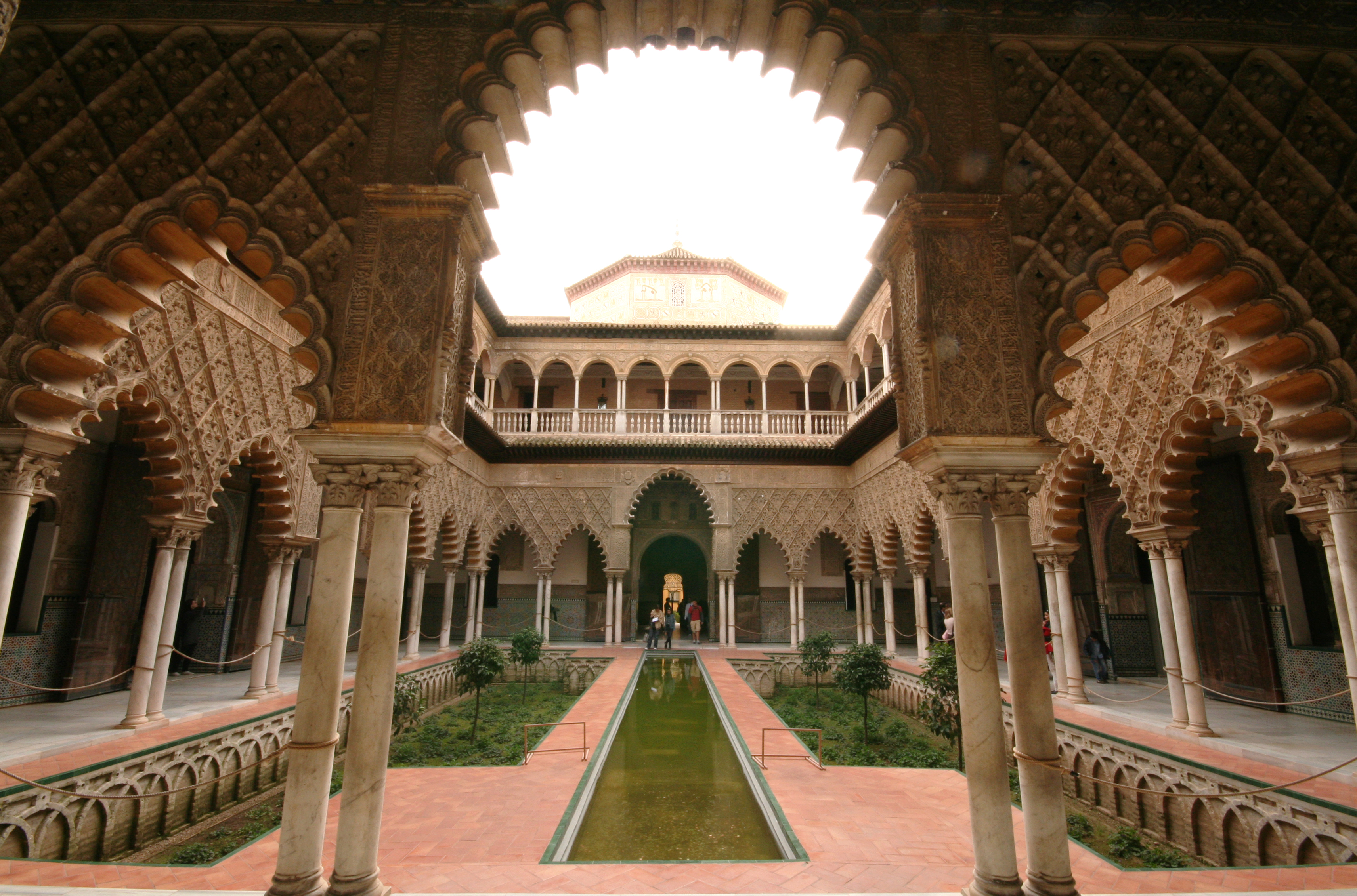
ドラマシリーズでドーンのウォーターガーデンズのシーンが撮影されたセビリアのアルカサル宮殿

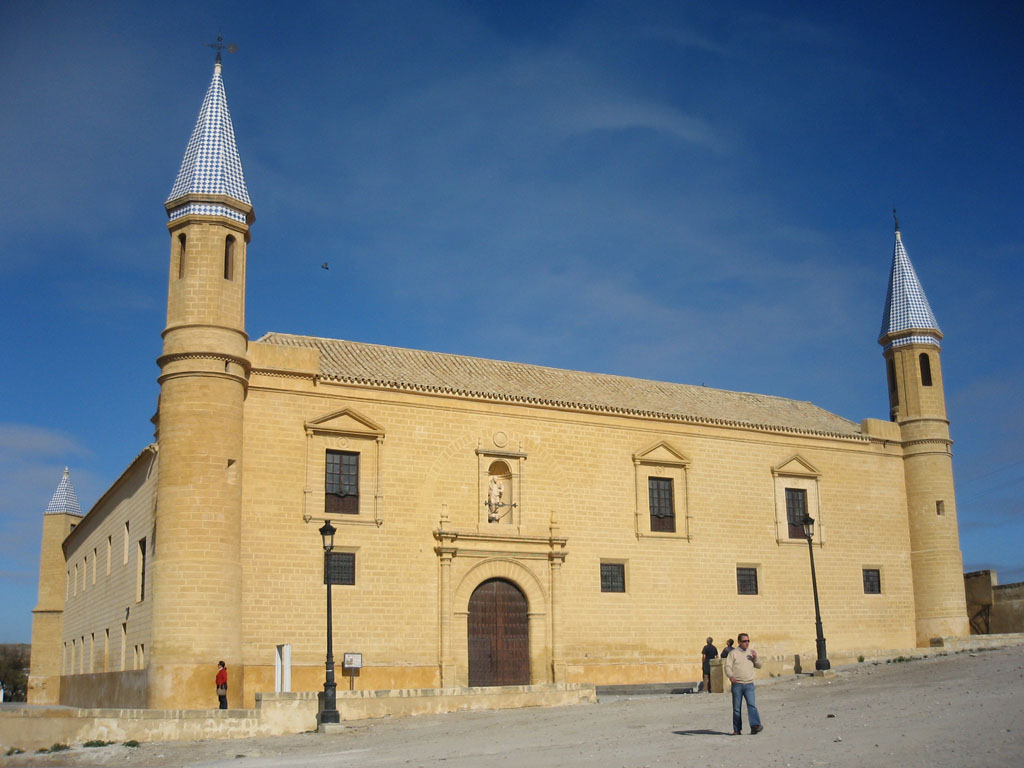
ドラマシリーズでドーンのシーンが撮影されたセビリアのオスナ大学

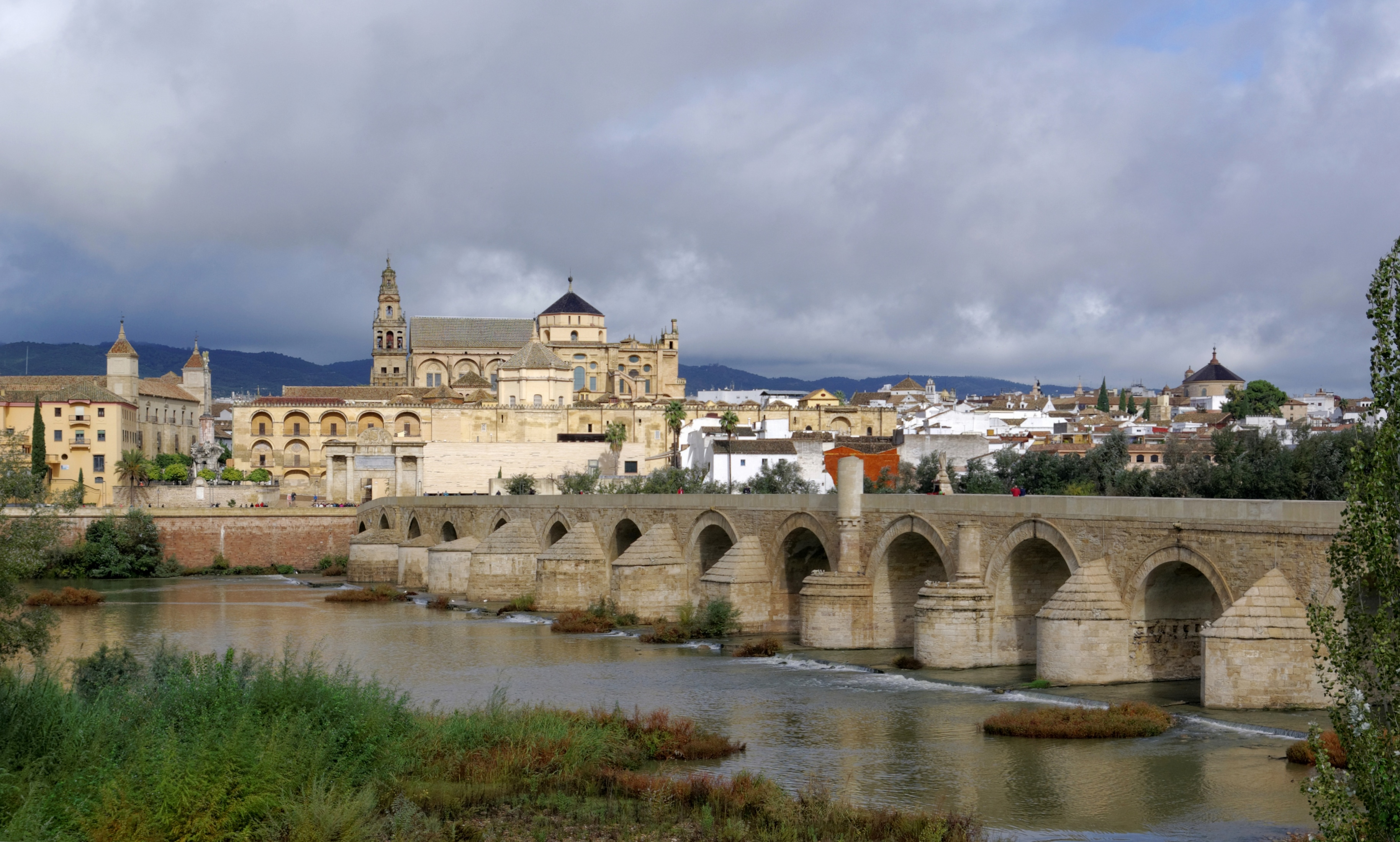
ドラマシリーズでドーンのシーンが撮影されたコルドバのローマ橋

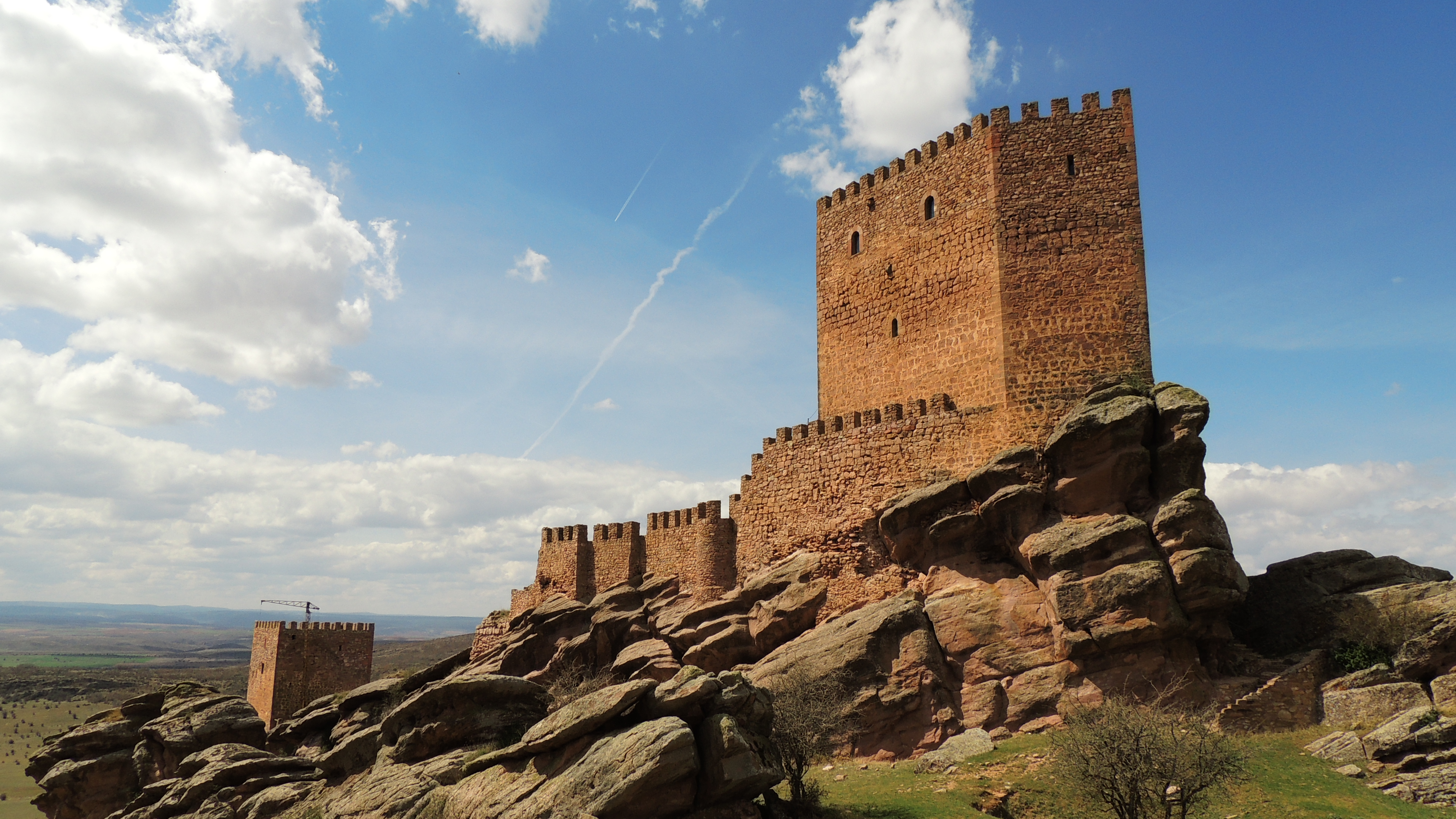
ドラマシリーズで〈喜びの塔〉のシーンが撮影されたグアダラハラ県のザフラ城

ウェスタロス最南部で最も人口希薄な土地。中心のサンスピアはドーンを統治するマーテル家の本拠地である。その郊外にはマーテル家の夏の宮殿であるウォーターガーデンズがある。ドーン辺境の高い山々（赤い山脈）から大陸の南岸までがドーンである。北にはドーン海があり、東には〈踏み石諸島〉(ステップストーン諸島が)あり、南の沿岸は〈夏の海〉に面する。ウェスタロスで最も暑い地域であり、岩だらけで山も多く、乾燥した気候で大陸唯一の砂漠がある。だが川の周りには肥沃な土地が広がり、ドーンを居住可能な土地としている。内陸では水が金と同じ程の価値を持ち、井戸は厳しく警備されている。主な城としては、デイン家のスターフォール城、マーテル家の最も強力な旗主であるアイアンウッド家のアイアンウッド城などがある。
ドーン人は熱血さで知られる。過去にエッソスのヴァリリアから逃げて来たロイン(ローイン)人による大規模な移住があったため、ドーン人は文化的にも人種的にも他のウェスタロス人とは異なっている。男女平等の長子相続制など、ロイン人の習慣も多く取り入れている。ドーンはエイゴン征服王に抵抗することに成功した、ウェスタロスで唯一の王国である。その後、征服戦争の一世紀以上後になって、通婚によって七王国の一部となる。これにより、ドーンはある程度の独立性を保つことになる。ドーンを統治するマーテル家の領主は、ロイン人のならわしで自らを“プリンス”あるいは“プリンセス”と称する。ドーンに生まれた高貴な私生児は“サンド”姓を与えられる。
ドーン人は3種類に分かれるとされる。"塩のドーン人"は沿岸にすみ、ロイン人の血が最も色濃く残り、肌はオリーブ色で髪は黒い。"砂のドーン人"は砂漠および川の沿岸に住み、肌はさらに黒く、スカーフを頭に巻いて日差しを避けるがよく日焼けしている。"岩のドーン人"はロイン人の血が最も薄く、北の山岳地方に住み、肌は白く髪の毛は茶髪あるいは金髪であり、アンダル人および〈最初の人々〉の血を色濃く残す。
乾燥した風土およびロイン人の影響など、ドーンは後ウマイヤ朝の支配を受けたスペインをモデルとしており、ドラマシリーズのシーンもスペインで撮影されている。
〈踏み石諸島〉(ステップストーン)
〈踏み石諸島〉はドーンとエッソスの間に連なる群島であり、この諸島の支配はエッソス南部及び東部への航海権を握ることになるため、しばしば抗争の舞台となる。小説『炎と血』およびドラマシリーズ『ハウス・オブ・ザ・ドラゴン』においては、エッソスの自由都市ライス、ミア、タイロシュの連合である三頭市およびこれに味方するドーンの領主クォーレン・マーテルと、これに対抗するデイモン・ターガリエン王子、ヴェラリオン家、さらにはペントスがその支配をめぐって戦う。

### 王室領

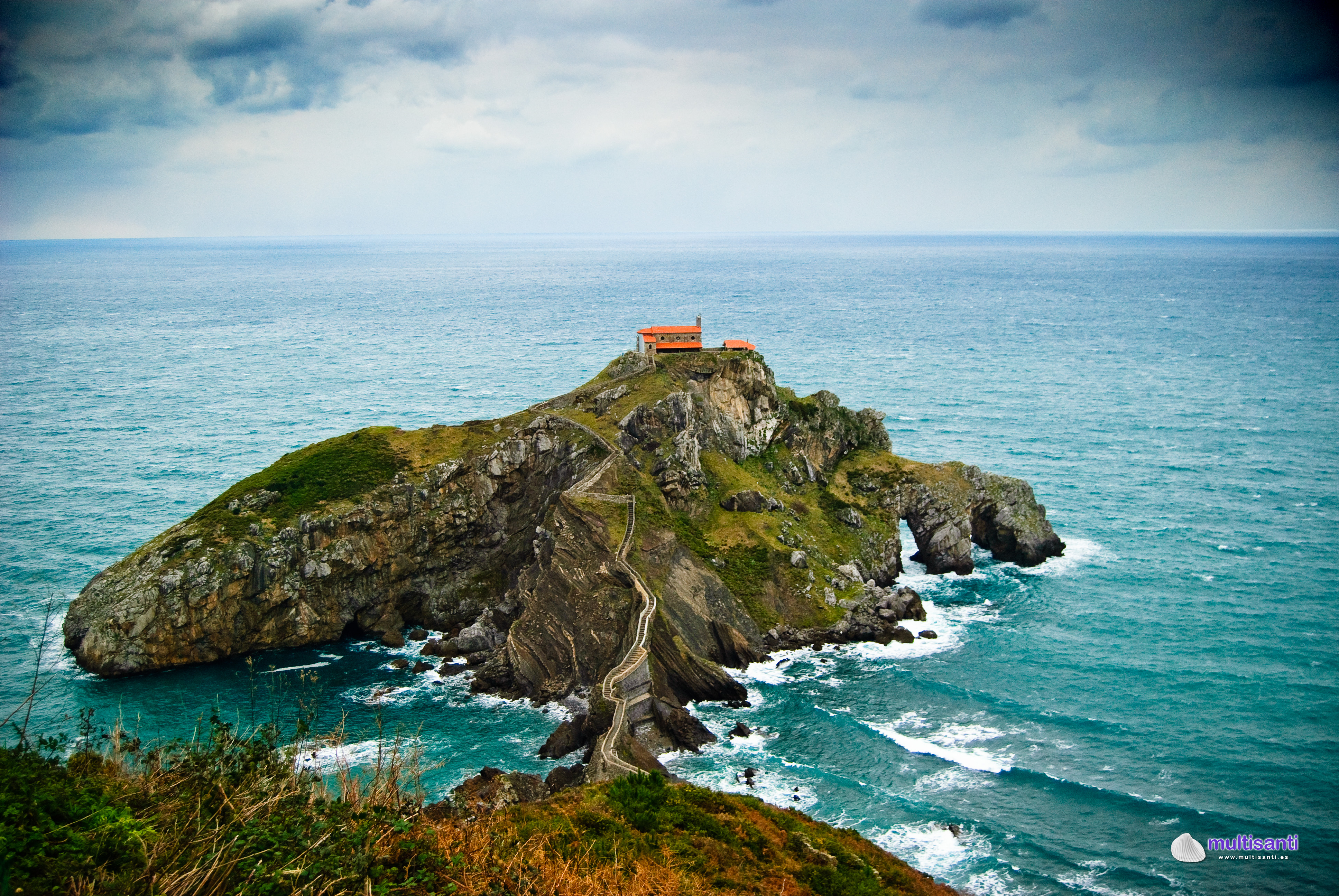
ドラマシリーズのシーズン7ではスペインのガステルガチェでドラゴンストーンのシーンが撮影された

キングズランディングの周辺の土地は〈鉄の玉座〉の王権によって直接統治される。王室領には、ウェスタロス最大の都市であるキングズランディングのほかに、ロズビー、ストークワースとダスケンデールの街などが含まれる。王室領はアリンの谷間の南、リヴァーランドの南東、西部の東、そして河間平野およびストームランドの北に位置する。〈征服戦争〉後、ターガリエン家の王たちは、周辺の王国から人口希薄な土地を少しずつ集めて王室領を設定する。この領域はブラックウォーター湾を見下ろすところにある。征服以前からのターガリエン家の領地であり、〈狭い海〉がブラックウェーター湾に入るところにあるドラゴンストーン島の土地も、王室領の一部だと考えられる。ここで生まれた高貴な私生児は“ウォーターズ”姓を与えられる。

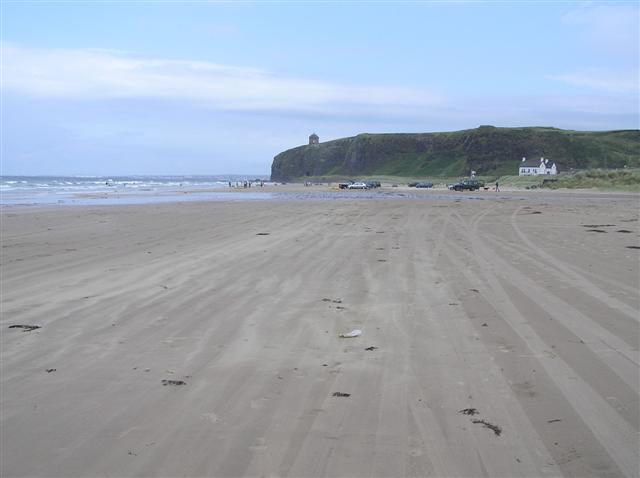
ドラマシリーズでは北アイルランドのDownhill Strandでドラゴンストーンの浜辺のシーンが撮影された

ドラゴンストーン

かつては古代ヴァリリア永世領(古代ヴァリリア自由保有地)の最西端の前哨地である。〈破滅〉と呼ばれる謎の災厄の一世紀前、ターガリエン家がこの地を統治するために送りこまれる。〈破滅〉がヴァリリアを襲ったとき、ターガリエン家はヴァリリアのドラゴンの最後の生き残りと共にこの島で生き延びる。一世紀後、エイゴン・ターガリエンとその姉かつ妻であるヴィセーニア(ヴァイセニア)と妹かつ妻であるレイニス(レーニス)は島から大規模な征服作戦を開始し、最終的にはドーンと〈壁〉の北を除く全ウェスタロスを征服する。その後、エイゴンの子孫は3世紀にわたって七王国に君臨する。
ドラゴンストーンは同名の島の大部分を占拠する、巨大な恐るべき砦である。この城の珍しいところは、ヴァリリアの石工がドラゴンの形に刻んだ塔と、恐ろしいガーゴイルの像で覆われた城壁である。城の地下深くにいくばくかの火山活動が残っているために、城の低層階は意外に暖かい。城の外には小さな港と街がある。
『ハウス・オブ・ザ・ドラゴン』では、レイニラ・ターガリエンがこの城を本拠として黒装派を率い、キングズランディングの翠装派に対抗する。
〈簒奪者の戦争〉の間、キングズランディングの略奪以前に、妊娠していたターガリエンの王妃レイラ(レーラ)と息子のヴィセーリス( ヴァイセリス)はターガリエン艦隊の一部と忠実な兵士たちの守備隊と共にドラゴンストーンに送られる。だが、キングズランディングの陥落の後、ロバート・バラシオンはこの島の砦を落とすために弟のスタニスを送りこんだ。王に忠実な艦隊が嵐で全滅した後、ターガリエンの守備隊はヴィセーリスと生まれたばかりの妹デナーリス( デーナリス)を裏切ってスタニスに引き渡そうとした(王妃は産褥の床で死んでいた)。しかし、サー・ウィレム・ダリーに率いられた忠実な家来たちは王の子らを連れ出す。スタニスはやすやすとドラゴンストーンを攻略し、ロバート王は城をスタニスに与えたが、バラシオン家古来の本拠地であるストームズエンドを末弟のレンリーが相続したために、スタニスは冷遇されたと考えす。
ロバートの死後、スタニスは、王妃サーセイの子供たちが近親相姦による私生児であると非難し、自らが王であると宣言する。ドラゴンストーンは彼の本拠地になる。〈キングズランディングの戦い〉で壊滅的な敗北をした後も、スタニスは当地に戻る。スタニスの助言者である女祭司、アッシャイのメリサンドルは、血の魔法によって城の〈石のドラゴン〉を甦らせるようにスタニスの説得を試みるが、ダヴォス・シーワース公が、北の〈壁〉に赴き〈野人〉と〈異形〉に対する戦いを助けるようスタニスを説いたために、メリサンドルの説得は失敗する。スタニスがドラゴンストーンを去ったあと、摂政太后サーセイ・ラニスターは島を封鎖するために艦隊を送り、城を包囲するよう命じる。だが、サー・ロラス・タイレルは故郷のハイガーデン城を守るために艦隊を包囲戦から解放しようと急ぎ、ドラゴンストーンを正面攻撃する。ロラスは城を手に入れるが、何千人もの兵士を失い、報告によれば彼自身も重傷を負う。その後ドラゴンストーンは再び〈鉄の玉座〉に属する。
ドリフトマーク
ドリフトマーク島は、ブラックウォーター湾の中、ドラゴンストーン島よりも西方の、よりキングズランディングに近く位置する島である。しばしば王に強大な艦隊を提供する、ヴァリリア人の子孫でターガリエン家の姻戚であるヴェラリオン家の領地である。『炎と血』および『ハウス・オブ・ザ・ドラゴン』に登場するコアリーズ・ヴェラリオンは、〈双竜の舞踏〉の時期の、ヴェラリオン家の当主である。
キングズランディング
ウェスタロスおよび七王国の首都。ブラックウォーター川河口の、エイゴン征服王と姉妹妻がその征服を始めるためにウェスタロスに上陸した地点に位置している。市は城壁に囲まれ、〈金マント〉として知られる〈王都の守人〉(都市警備隊)によって守られている。城壁の内側に目立つ自然景観は3つの丘であり、エイゴンとその二人の姉妹妻にちなんで名づけられている。貧しい庶民は城壁の外側の掘立小屋に住む。キングズランディングは極めて人口が多いが、醜く汚い。市の廃棄物の悪臭ははるか城壁の外にも届く。
王城は〈赤の王城〉(〈赤い城〉)と呼ばれ、エイゴンの丘に建ち、王の宮廷がある。城には七王国の玉座である〈鉄の玉座〉がある。エイゴン征服王は、破った敵の剣から玉座を作ることを命じる。伝説によれば、統治者たるものは決して玉座に快適に座っているべきでないと信じて、刃を鋭いままにさせたと言われている。数世紀たっても、いまだに玉座に座って体に傷を負う王もいる。玉座で傷を負ったものは、玉座に“拒否”されたことを意味し、統治者にはふさわしくないと幅広く信じられている。
キングズランディングにはまた、聖王ベイラーの建設したベイラー大聖堂があり、〈篤信卿〉が総司祭のもとに集まる。もっとも神聖なる七神正教の聖堂である。キングズランディングの貧民街は〈蚤の溜まり場〉と呼ばれ、住民はあまりに貧乏であるため、子犬や殺された人間の肉が入っていると噂される、〈茶色がゆ〉と呼ばれる謎のシチューで生き延びている。
オベリン・マーテルの来訪時に出迎えたティリオンの言によると、キングズランディングは、50万を超える人口があると推測されている。

## エッソス
氷と炎の歌の物語の一部はウェスタロスから〈狭い海〉を超えた、エッソスと呼ばれる東の巨大な大陸と島々からなる地域で起こる。
〈狭い海〉は、ウェスタロスと東の地域を分けている。〈狭い海〉の北には氷におおわれたイッベン島があり、南には灼熱の夏諸島がある。東には、エッソス大陸がある。エッソスはほぼユーラシア大陸と同じ大きさであり、その地形も気候も場所によって大きく変わる。西岸で目立つのはうねるように続く緑の丘、クォホール(コホール)の巨大な森、ブレーヴォス(ブラーボス)やライス(リース)のように長く続く島々である。大陸の中央部には、ドスラクの海として知られる平坦な草原と、その東には〈赤い土地〉として知られる不毛の荒野がある。〈赤い土地〉の向こうには、〈翡翠海〉に続く瀬戸の傍にクァース( カルス)の街がある。南はうねるように並ぶ乾燥した丘が目立ち、その気候は地中海性気候であり、岸に沿って〈夏の海〉と奴隷商人湾がある。
エッソス北岸は〈震顫海〉によって北極冠と隔てられている。南岸の先、〈夏の海〉の向こうに、未踏のジャングルの大陸であるソゾリオスがあり、イーンやザメッタールなどの都市がある。はるか東には、アッシャイ、イ・ティ、そして〈影の土地〉と呼ばれる謎の地域がある。

### 自由都市
ライス、ミア、ペントス、ブレーヴォス、ロラス、ノーヴォス、クォホール、ヴォランティス(ヴォランテス)、タイロシュの九つの都市。これらの独立した都市国家はエッソス大陸西部の、島もしくは大陸沿岸にある。自由都市の東側にある山々が西岸とドスラクの海の平原を隔てているが、ドスラクの民は山の間の峡谷を通って自由都市に来ることができる。
自由都市の多くは、かつて古代ヴァリリア永世領によって建設された植民地であったが、ヴァリリアの〈破滅〉のあと独立を宣言し、その結果、これらの都市の言語は高地ヴァリリア語の派生語となる。
自由都市はロイン川流域にも広がる。その流域は、ロイン川を“母なるロイン”として崇拝するロイン人の故郷である。ロイン川の支流の源流は、ブレーヴォスとペントスの間の、アンダル人の故郷アンダロスにある。ロイン川は川賊が島陰に隠れる湖を過ぎたところで南に向かい、さらに支流を集めてヴォランティス付近の三角州で〈夏の海〉に注ぎ込む。
ブレーヴォス
自由都市の中では唯一ヴァリリアの植民地ではなく、ヴァリリアの拡大から逃げた避難民によって密かに建設される。〈狭い海〉と〈震顫海〉が出会うエッソス大陸の北西の端の礁湖に広がる100以上の島からなる都市である。巨像の形の砦〈ブレーヴォスの巨人〉によっても知られる。ブレーヴォスの統治者はシーロードと呼ばれ、街の力も富も海に依存する。その商船は多くの遠い土地に旅し、貿易品と富を故郷に持ち帰る。ブレーヴォスには貸金業者が多く、〈鉄の銀行〉は七王国を含む諸外国に資金を用立てる。
ブレーヴォス人は派手な色の装いをするが、豊かで力を持つ人々は黒あるいは黒っぽい濃い青を着る。ブレーヴォスは高級娼婦でも名高い。全ての高級娼婦は屋形船と召使を抱え、著名な高級娼婦の美しさは多くの歌で讃えられる。金細工の贈り物が雨あられと差し出され、職人たちはひいきにしてもらうことを請う。貴族や豊かな商人は種々の行事で同伴してもらうためだけに大枚をはたく。かつてのブレーヴォスの第一剣士であるシリオ・フォレルは、〈水のダンス〉と呼ばれるブレーヴォス独特の剣技をアリア・スタークに教える。この剣技は剣士が横向きに立って細身の剣を振るう、フェンシングの発展形である。街には好戦的な刺客があふれ、決闘でその技を見せびらかす。
アリアを助けた謎の暗殺者ジャクェン・フ=ガーはブレーヴォスの〈黒と白の館〉を中心とする〈顔のない男たち〉と呼ばれる暗殺者のギルドの一員である。

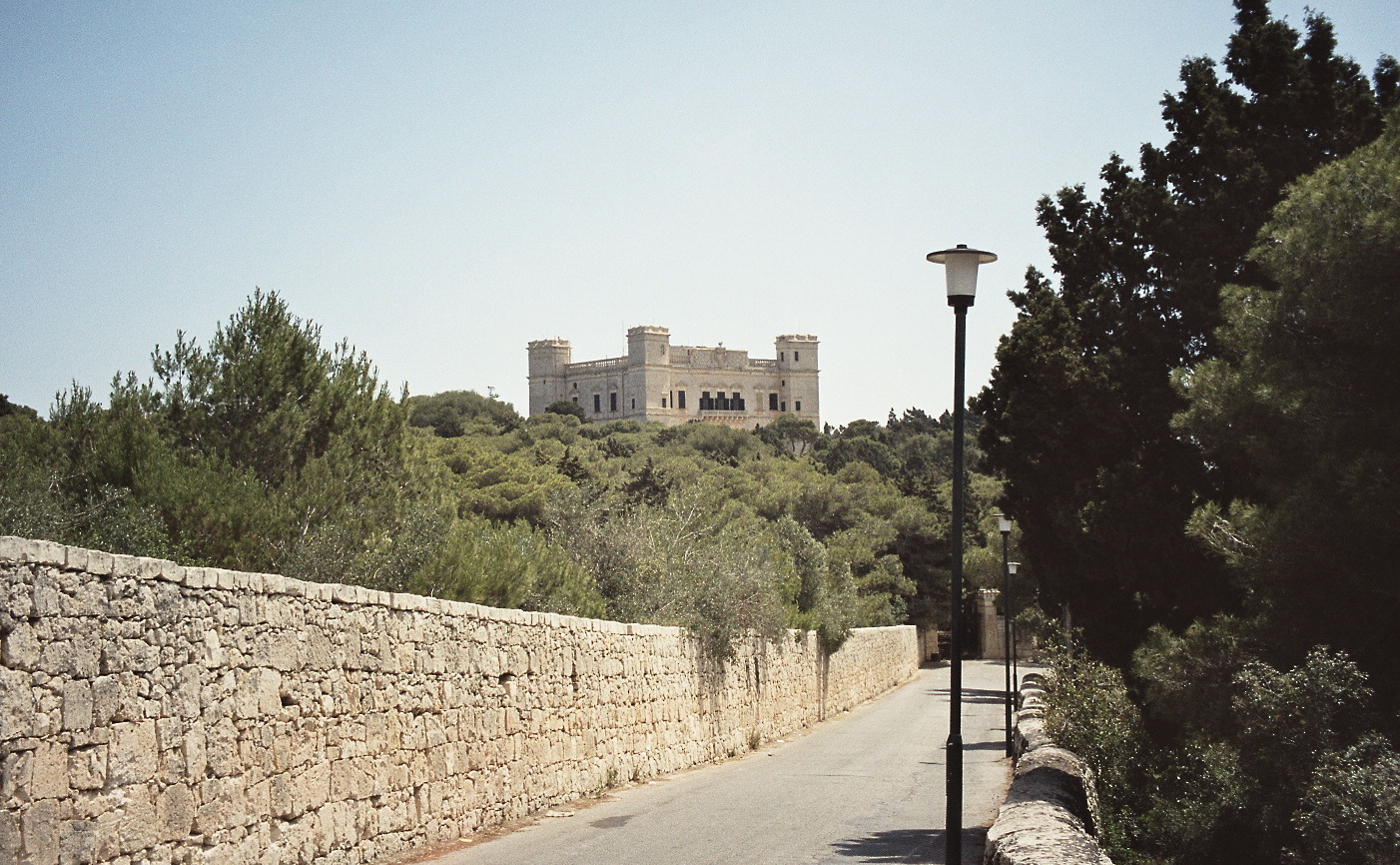
ドラマシリーズはマルタのVerdala Palaceでイリリオ・モパティスの邸宅のシーンを撮った

ヴェネツィアをモデルとしている。
ペントス

ペントスは西岸の湾にある大きな貿易港である。街には方形の煉瓦の塔がそびえ、豪商(マジスター)として知られる実際の権力者たちによって選ばれるプリンスに率いられる。時折ドスラクの海からカラザール(部族)がはるばるやって来るが、そのカール(族長)たちに貢納することで侵略を免れる。ペントスの男たちは先端の別れた顎髭を染める。多くの自由都市と同様に奴隷は違法であるが、豊かで強力な住民は法を無視し、召使を青銅の首かせにつなぐことが出来る。イリリオ・モパティスはこの地に住む豪商である。

#### 他の自由都市
ロラス
北の諸島の港湾都市である。ジャクェン・フ=ガーは片側を赤く染めもう一方を白く染めた長い髪をし、ロラス人を装う。
ライス (リス)
南方の島々にまたがる都市である。他の自由都市の住民と異なり、ライス人は背が高く色白で青い瞳を持つ。歓楽の館で有名であり、愛の技を教えこまれた奴隷が、愛人や性奴隷として売られる。ステップストーン諸島や他の係争地に関して他国としばしば争う。デナーリスの召使であるドリアと海賊のサラドール・サーンはライス人である。エドリック・ストームが護衛の騎士と共に隠れ住む。
ミア
レンズ職人、精妙に織られたレース、美しいカーペットで有名な沿岸都市である。暗い色の瞳と濃い色の肌をしたミア人は、ノーヴォスやペントスと同様に豪商たちによって支配され、ドスラクのカラザールに貢納する。ミアは奴隷と薄緑色の飲料ネクタルの交易の中心である。係争地の支配をめぐって他国としばしば争う。ル=ロールの祭司ソロスはミアの出身である。
ノーヴォス
西岸から大陸内部に入った都市であり、高い丘陵から川沿いの低地に広がっている。街には独自の名前と音色をもつ、3つの大きな鐘がある。郊外には丘がうねるように並び、段々畑と白漆喰の壁の村があり、気候は温暖である。ノーヴォスの男は染めてカーブさせた口髭をする。街は豪商の委員会によって支配され、委員会はドスラクのカラザールが通過するたびに貢納する。ここにはまた、エリート護衛を訓練する〈顎髭の導師〉たちがいる。護衛たちは服従を誓い、自らは特徴的な長柄斧と結婚したものと見なす。ドーラン(ドラン)・マーテルの妻メラリオとドーランの護衛アリオ・ホターはノーヴォスの出身である。
クォホール(コホール)
大陸内部のクォホールの巨大な森の中にある。美しい壁掛けと、ヴァリリア鋼を種々の色に鍛えなおすことが出来る刀職人たちで有名である。街の主要な神は黒山羊である。3000人の〈穢れなき軍団〉(〈無垢軍団〉)が25000人のドスラクの騎馬兵を退けた〈3000人の戦い〉以来、街は常に〈穢れなき軍団〉のみによって防衛されている。ドスラク人が防衛軍に敬意を表して弁髪を切り取ったことを記念し、防衛軍は槍に切り取った人髪を結びつける。
タイロシュ
強欲で悪名高い執政官に支配される沿岸の都市国家である。奴隷と梨のブランデーを交易する。多くの歓楽の館があるが、ライスほど名高いわけではない。武具職人は奇妙な形の精妙な鎧を作る。当地は傭兵を雇いやすい場所である。ステップストーン諸島や係争地を巡る争いにしばしば巻き込まれる。タイロシュ人は先の別れた顎髭と、先をとがらせ、明るい色に染めた口髭をする。傭兵隊長ダーリオ・ナハーリスの出身地である。
ヴォランティス
最古の自由都市であり、奴隷商人湾に近いエッソス大陸の南西部にあり、ロイン河の河口に位置する。奴隷、ガラス製品そしてワインを交易する。選挙で選ばれた三人の統治者によって支配される。ヴォランティスの傭兵は多くが顔に刺青をする。主人が奴隷や召使に刺青をすることも多い。HBOドラマシリーズに登場する治療師タリサの出身地である。

### 奴隷商人湾
奴隷商人湾はドスラクの海の南、ラザールの西、自由都市の数千リーグ東に位置し、〈夏の海〉に面する。気候は過酷なほど暑い。 ユンカイ、ミーリーン(ミイリーン)、アスタポア(アスタポール)と呼ばれる三つの港湾都市国家がある。これらの都市は、『氷と炎の歌』の出来事の数千年前にヴァリリアの好敵手であったが、のちに滅ぼされた古代ギスカル帝国の瓦礫の中から、建設される。現在の湾岸の住民は訛りのあるヴァリリア語を話す混血である。その経済は奴隷労働と奴隷貿易に大きく依存する。奴隷はしばしば酷い扱いを受けるが、市民は贅沢に暮らしている。
3都市全てにおいて、職業兵士は奇怪な装いと髪型をしており、戦闘の効率は犠牲にされている。実際の戦闘においては、3都市は奴隷および傭兵の別軍に大きく依存している。
アスタポア
3都市の中で最も富貴であり、アスタポアは〈穢れなき軍団〉を購入出来る、世界で唯一の場所である。これらの奴隷兵士たちは膨大な投資を呼びこみ、〈善良なる親方〉と呼ばれる奴隷商人達に極めて大きな利益をもたらす。都市そのものは古く荒廃しており、もはや衛兵もいない崩れた赤レンガの巨大な壁に囲まれている。市の主要な建造物は、湾の水辺にある巨大なレンガのピラミッドと、青空の下での奴隷市場、〈穢れ無き軍団〉の整列場所、そして住民の集合場所として使われる〈誇りの広場〉である。〈誇りの広場〉には古代ギスカル帝国の象徴であるハーピーの像がおかれる。アスタポアの栄光の時代ははるか以前に過ぎ去ってはいるが、数えきれないほどの奴隷、巨大な闘技場、そして剣闘士と〈穢れ無き軍団〉の奴隷の訓練場を抱える、富貴で強力な貿易の中心地である。〈穢れ無き軍団〉は去勢された歩兵の軍団であり、頂に棘のついた青銅の兜をかぶり、死を賭しても命令に従う。おのれの無用さを思い知らせるため、毎日新しい奴隷の名前を与えられる。市が攻撃された時には、〈穢れ無き軍団〉が城壁を守る。
デナーリス・ターガリエンは〈穢れ無き軍団〉を手に入れ、成人したすべての奴隷商人と兵士を殺せと命令する。市を離れる時に、解放された奴隷の民会に権力を与えるが、数千人の解放された奴隷はデナーリスに従ってユンカイに来る。かつて肉屋であったクレオンは、権力を取り戻そうとする親方たちの計画を潰し、その功でアスタポアの王となる。
ユンカイ
奴隷商人湾の3都市の中では最小であり、〈穢れなき軍団〉の取引は行わないが、ミーリーンと同様に、どちらも奴隷を多く必要とする闘技場と売春宿で知られる。建築様式はアスタポアに似ているが、規模は小さく、赤煉瓦の代わりに黄色の煉瓦を用いる。ユンカイの奴隷商人たちは〈賢明なる親方〉として知られる。市には〈穢れなき軍団〉がいないため、約4000人の職業兵士と奴隷の混じった軍と、少なくとも1000人の傭兵に防衛を頼る。ギスカル人にはよくあることだが、ユンカイの兵士も非実用的な服装をし、その髪には油を塗って風変わりな形にまとめており、戦闘能力を損ねている。
ミーリーン
奴隷商人の3都市の中では最大であり、ミーリーンの人口はアスタポアとユンカイの合計に匹敵する。建物は他の2都市と同様の建築様式であるが、さまざまな色の煉瓦が使われている。目立つ建物は大ピラミッドと呼ばれる巨大なピラミッドと、黄金のドームを頂上部にいだく〈美の三女神〉の神殿である。ギスカル人の都市には珍しく、多くの寺院がある。ミーリーンの奴隷商人は〈偉大なる親方〉として知られている。銅の小片のついた豪華なギスカル人の伝統的軍装をし、14フィート(4.2メートル)もある槍を持った槍兵の軍を備える。

### エッソス東部
ドスラクの海
ドスラク人が住む広大で平坦な草原。ドスラク人は銅色の肌をし、戦闘に長じた遊牧民で、固有のドスラク語を話し、独特の文化を持つ。ドスラク人はカラザールと呼ばれる部族単位で暮らし、それぞれがカール-族長-と呼ばれる首長に率いられている。カラザールはカスと呼ばれる集団に分かれ、それぞれがコスと呼ばれる長に率いられる。ドスラク人は熟練した騎手であり、馬は食糧になり、輸送に用いられ、種々の原材料となり、戦争に用いられ、そして社会的な地位を決める、ドスラク人の文化における最も重要な存在である。ラザール人など他の種族をしばしば略奪する。
唯一の持続するドスラクの都市は、ヴァエス・ドスラクと呼ばれ、ドスラク人の首都の役割を果たす。都市はドスラクが襲撃した都市から奪った彫像であふれる。市の境界の中では血を流すことを禁じる法があり、これを侵した者は呪われる。市の入り口には二頭の巨大な青銅の雄馬が蹄を宙に浮かせてアーチを形作る。
ラザール
ドスラクの海の南にある半乾燥性の土地。牧草地と丘からなる地域であり、銅色の肌、平べったい顔、そしてアーモンド型の眼をもつ平和的な種族であるラザール人が住む。大部分は羊飼いであり、ドスラク人からは〈仔羊人〉と呼ばれ、しばしばドスラク人に略奪される。ラザール人は〈偉大なる羊飼い〉と呼ばれる神を崇め、全ての人間は一つの群れの一部であると信じる。
赤の荒れ地
クァース
エッソス大陸南東部の、〈夏の海〉と〈翡翠海〉をつなぐ海峡を見下ろす位置にある。東西南北をつなぐ商業と文化の架け橋である都市。富を誇示するその建築物は壮大な景観となる。それぞれ30フィート(9メートル)、40フィート(12メートル)、50フィート(15メートル)の高さの三重の壁に囲まれ、それぞれの壁は種々の動物、戦争の場面、そしてさまざまな男女の交わりの彫刻で飾られる。街の建物は薔薇、菫そして琥珀などの色合いを帯びる。高く細い塔が街中に聳え立ち、あらゆる広場を噴水が飾る。幾千もの鳥や木々や花々が街を埋め尽くす。
クァース人は、麻織物と絹織物と虎の皮をまとった丈高く色白の人々だと描かれ、女性は一方の乳房をむき出しにしたガウンを纏い、男性はビーズ飾りのついた絹のスカートをはく。奴隷たちがクァース人に奉仕する。古代の王と女王の子孫である〈純粋人〉たちが街を統治し、防衛もつかさどる。市の覇権を巡って、3つの主な豪商達のグループがお互いに競い合い、〈純粋人〉に対抗している。〈十三人組〉、〈トルマリン協会〉、〈古来の薬味者ギルド〉(〈古来の薬味者組合〉)の3つのグループである。
クァースは東方のあらゆる場所でいまだに恐れられ敬われる、唇が青に染めた黒魔導師(黒魔術師)で有名であるが、彼らの力と威信は年月と共に衰えて来る。クァースは〈弔問者〉(〈悲しげな男たち〉)と呼ばれる暗殺者の組合の本拠でもある。

### エッソスの未踏の地

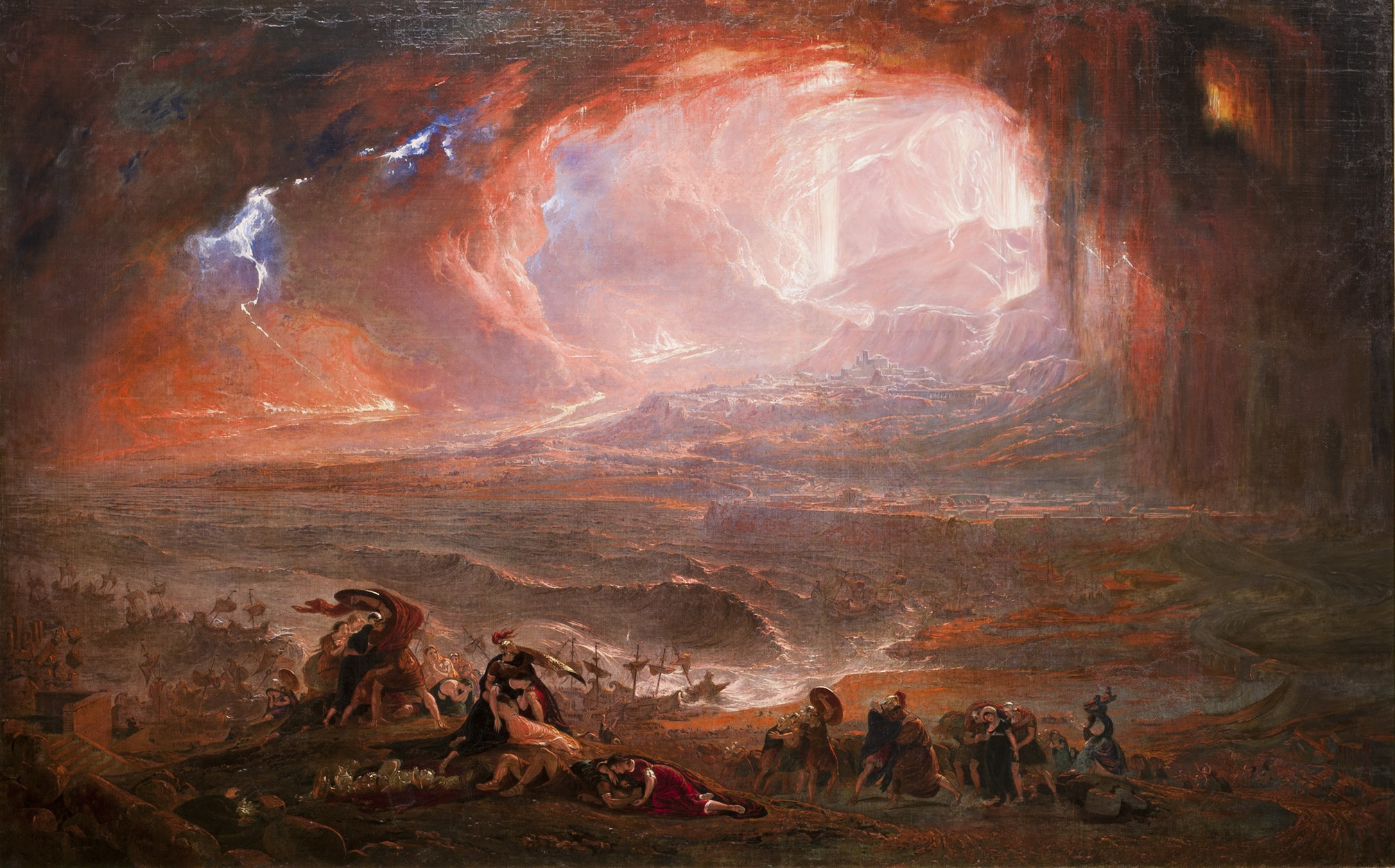
ヴァリリアを滅ぼした〈破滅〉はポンペイやヘルクラネウムの火山による破壊にたとえられる (1822年ジョン・マーティン画『ポンペイとヘルクラネウムの壊滅』)

物語上で言及はされるものの、直接は登場しない地域。その多くがウェスタロスから遠く離れており、名前以外はほとんど知られていない場所であり、未邦訳の書籍『The World of Ice & Fire』にしか記述のない土地も多数含まれている。
アッシャイ
しばしば“影に触れるアッシャイ”(“影のほとりのアッシャイ”)と呼ばれ、エッソス大陸のはるか東、ドスラクの海の南にある港湾都市。アッシャイに行くことは“影の下を通る”と表現されることもある。アッシャイは翡翠海に面して賑わう交易地であり、黒アメジスト、琥珀、黒曜石(ドラゴングラス)を輸出する。当地には多くの秘密の知識が蓄えられている。他のどの地よりも、ドラゴンに関する伝承を伝えているらしい。アッシャイには ウェスタロスのメイスターも住む。また、アッシャイの古代の書には、ル=ロール( ルラー)の教団が信じる、“アゾル・アハイ”(“エイゾール・アハイ”)の予言が記録されている。アッシャイとそこに住む人々は、他の土地では不吉な評判を立てられている。アッシャイ人は、青白い肌で、多くは赤い髪であり、暗く重々しい表情を浮かべがちである。ドスラク人は、アッシャイ人は〈影の卵〉であると信じている。〈影の土地〉とアッシャイを含む地域は、単に〈影〉と呼ばれることがある。
イ・ティ
クァースから山脈と海峡を隔てた東にある地。南東部が影の地に接した温暖な領域で黄金帝国とも呼ばれる。ウェスタロスの人々にとって、イ・ティの土地と人々は、伝聞上の存在でしかない。しかしヴァエス・ドスラク等、エッソス西部の諸都市では、猿の尻尾で作られた帽子を被たイ・ティ人の姿が目撃される。彼らは夜の獅子と昼の乙女と呼ばれる二柱神を信仰しており、明るい目をしている。独自に発達した高度な文明は中国をはじめとする極東地域のそれとよく似ており、長い歴史を持っている。『The World of Ice & Fire』の記述によれば、西方でヴァリリアの繁栄していた数千年前から黄・青緑・緋・紫・真珠・濃紅・翡翠・藍・灰・橙・紺という、色の名を冠する11の王朝が交代し、氷と炎の歌の時代は紺碧朝の第17代皇帝ブー・ガイ(Bu Gai)の統治下にあるという。
ジョゴス・ナイ
イ・ティの北方に広がる広大な平原とそこに住む遊牧民。『The World of Ice & Fire』で言及される。イ・ティの帝国はしばしばこの地を支配下に納めようと試みてきたが、大抵の場合失敗するか一時的なものに終わっている。その関係は歴代の中国王朝とモンゴル等の北方騎馬民族との関係に類似している。ドスラクの海とは山脈で隔てられており、この地の民が山脈の西側に来ることは滅多に無いものの、奴隷商人湾の諸都市の奴隷や剣闘士の中に少数ながら見られる。
イッベン
エッソス本土から鯨湾を隔てた北の海に浮かぶ島々。最大の島はイブ島でイッベンの港と都市イブ=ノールがある。かつては神王と呼ばれる君主が統治していたが、ヴァリリアの崩壊後は貴族、司祭及び豪商からなる影の評議会によって治められている。ドラマの中でティリオンがマンモスの徘徊する地として言及し、その後小説でも名前が登場する。
影の土地
はるか東の土地。既知の世界の東の端に位置し、アッシャイの隣あるいは向こう側にある。西方世界では〈影の土地〉に関する種々の物語が語られるが、どこまでが真実なのかは明らかでない。石化したドラゴンの卵は〈影の土地〉からもたらされ、ドラゴン自身が〈影の土地〉に起源を持つと言われている。ドスラク人は、〈幽霊草〉が〈影の土地〉を覆い、その茎は闇に光り、馬上の人よりも高く育つと信じている。この土地に生まれたものは〈影の人々〉と呼ばれ、体を刺青で覆い、赤い漆塗りの木の仮面をつける。彼らは陰気で恐ろしい存在として描かれている。彼らの中には、血の犠牲を必要とする呪文を用いる、血の魔法を使う者もいる。〈影の土地〉とアッシャイは合わせて〈影〉と呼ばれることが多い。
Cannibal Sands
直訳すると人食い族の砂漠。影の土地の北にある砂漠。名前の通り、人肉を食らう部族が住んでいるとされる。『The World of Ice & Fire』で言及され、邦訳書籍には未登場。
Grey Waste
直訳すると灰色の荒野。影の土地の北にある砂漠。この地より東に何があるのかは不明。『The World of Ice & Fire』で言及され、邦訳書籍には未登場。
Mossovy
ジョゴス・ナイの東、Grey Wasteの北にあり、北の海の沿岸地域に広がる森林地帯。七王国の司祭たちはこの森の端で世界が終わっていると言及するが、実際に森の向こうに何があるのかは知られていない。『The World of Ice & Fire』で言及され、邦訳書籍には未登場。
Thousand Islands
直訳すると千諸島。Mossovyの沿岸一帯の島々。既知の世界の北東の端。緑がかった肌の住民が住んでいるとされる。『The World of Ice & Fire』で言及され、邦訳書籍には未登場。
Ulthos
影の地から狭い海峡を隔てた南の土地。深い密林に覆われている事以外は何も知られていない。島なのか、あるいは大陸の一部なのかも不明で、同じくほとんどが未踏のソゾリオスと地続きである可能性もある。『The World of Ice & Fire』で言及され、邦訳書籍には未登場。
夏諸島
エッソスとウェスタロスの南側にある〈夏の海〉に浮かぶ、一つの国家をなす島々。美しい鳥、類人猿、そして猿が住む。〈高木の町〉(〈高い木の町〉)の港は首都の役割を負う。夏諸島の住民は、独自の言語を話し、しばしば明るい色の羽毛のマントを着る。肌は黒く、魚と果物を食する。ウェスタロスにはワイン、香辛料、羽毛、そして弓を作る特殊な木材を輸出する。弓術は夏諸島人にとって重要な武技である。その独特な弓は他の弓よりも飛距離が長く、海賊から商船を守るすぐれた防御となる。性は神々からの贈り物と見なし、愛の行為によって神々を崇拝する。高貴な生まれの若い男女の多くは、神々を讃えるために売春施設に数年間勤める。
ヴァリリア

かつて古代ヴァリリア永世領と呼ばれる大帝国の首都であったが、以来廃墟となっているかつての驚異の都市。絶頂期において、古代ヴァリリア永世領は最先端の文明であり、既知の世界では圧倒的な軍事と文化の力を保有している。エッソス南岸の半島に位置し、ターガリエン家の古の故郷である。
かつては強力なギスカル帝国がヴァリリアの拡大を阻止しようとして5回の戦争を戦ったが、いずれもヴァリリアが勝利する。最後の戦争でギスカル帝国とその首都は破壊される。続く年月の間にヴァリリアは多くの地を征服して植民地とし、数々の大都市、およびヴァリリアを中心とした街道を建設する。アンダルやロインのような小国家はヴァリリアの拡大を逃れるために西へ逃げ、ウェスタロスに上陸する。ヴァリリアは征服した土地から多くの奴隷を得て地中深く鉱脈を掘らせる。国力が頂点に達した頃、自由保有地は東方のほぼ全体に広がる。古代ヴァリリアによって建設された都市にはオロス、マンタリース、ティリア、そしてブレーヴォスを除くすべての自由都市がある。
古代ヴァリリアは、 『氷と炎の歌』の出来事の数百年前、〈破滅〉が訪れた時に崩壊する。〈破滅〉は明らかに火山に関係したものであるが、ヴァリリアの街を取り巻く土地をばらばらに壊して小さな島々となし、島々の間には〈煙立つ海〉を作る。現在、この地域は“悪魔が出る”として描かれており、多くの人はこの土地に行くことを恐れ、“〈破滅〉がいまだにヴァリリアを支配する”と言われる。8つのヴァリリア自由都市が〈破滅〉を生き延び、ターガリエン家がドラゴンストーンに逃げおおせたにもかかわらず、ヴァリリアの文化、言語そして工芸のほとんどは〈破滅〉で失われる。
ヴァリリアは、ドラゴンを育成して戦争の兵器として使うという、特殊な力によって記憶されている。その軍事力のほとんどはドラゴンの戦場での有効性に負うものであり、〈征服戦争〉においてウェスタロスの王たちの数多の恐るべき軍を破ったのは、エイゴン・ターガリエンとその姉妹たちの、ドラゴンを支配する力である。ヴァリリアはまた、比類なき質の武器となる〈ヴァリリア鋼〉と呼ばれる特別な金属を鍛えたことでも知られる。〈ヴァリリア鋼〉の刃は、通常の鋼に比べて軽く強く鋭く、ダマスカス鋼に類似した独特の刃紋を持つことが特徴である。この金属を新しく作る秘密は明らかにヴァリリアとともに失われており、貴重品である。ただし、既存の剣を溶かして鍛え直すことはできる。ウェスタロスに残るほとんどのヴァリリア鋼の剣は高貴な名家の家宝となり、それぞれが名前と物語を持っている。スターク家の大剣アイスはそのような剣の一つである。

## 宗教

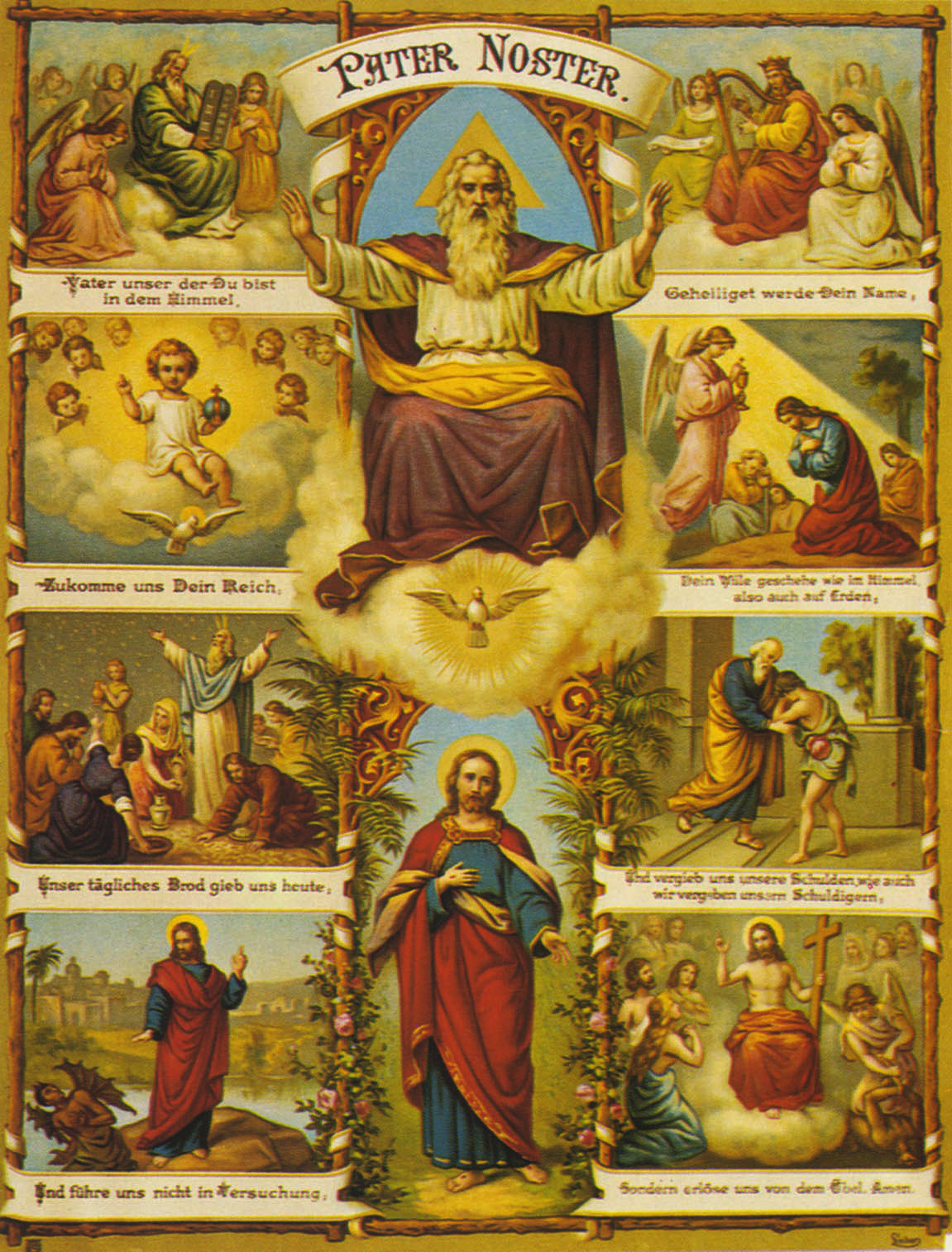
〈七神正教〉はカトリックの三位一体から発想されている

ウェスタロスの住民はさまざまな宗教を信じているが、支配的な宗教は〈七神正教〉である。〈狭い海〉の向こうの土地でも数々の独自の宗教が信じられているが、あまり詳しくは扱われていない。
古の神々
〈最初の人々〉がウェスタロスに初めて移住して来た時、〈森の子ら〉に出会うことになる。〈最初の人々〉は〈古の神々〉の宗教を〈森の子ら〉から学び、以前の宗教を捨てる。〈古の神々〉の宗教には経典も僧の階級も伝道活動もなく、〈古の神々〉には個々の名前すらない。その後のアンダル人の侵略によって、鉄諸島を除く、ネックの南のウェスタロス全土は〈七神正教〉に改宗する。しかしながら北部では、〈最初の人々〉が征服されずに残り、多くの人々は今日まで〈古の神々〉を奉じ続けている。〈古の神々〉の信仰は何らかの現実の(魔法ではあるが)基盤を持っていることがほのめかされている。ウィアウッドを通して遠くの地、および過去未来を見る〈緑視力〉と動物の心に入り込む〈狼潜り〉などである。この宗教の焦点となるのは、顔を彫ったウィアウッドの木が中心にある〈神々の森〉である。現在、〈古の神々〉の信仰はほぼ北部に限られているが、南部でも高貴な家の古の〈神々の森〉はいまだに残り、世俗的な庭園に改造されている。
七神正教

ウェスタロス最大の宗教であり、アンダル人が大陸を征服した時にこの地にもたらされたる。ウェスタロスの大部分で信仰されているが、鉄諸島および北部にはあまり信者がいない。〈正教〉は中世ヨーロッパのカトリック教会に類似している。七つの側面を持つ神の崇拝に基礎を置いており、カトリックの三位一体の代わりとなっている。この“七にして一なる”神は一家の形態をとるが、独自の個人名を持つわけではない。七神とは〈厳父〉、〈慈母〉、〈乙女〉、〈老嫗〉、〈戦士〉、〈鍛冶〉、〈異客〉(〈父の神〉、〈母の神〉、〈乙女の神〉、〈老婆の神〉、〈戦士の神〉、〈鍛冶屋の神〉、〈異邦の神〉)である。このうち〈慈母〉、〈乙女〉、〈老嫗〉は女性的側面を象徴し、〈厳父〉、〈戦士〉、〈鍛冶〉は男性的側面を象徴する。〈異客〉は男性でも女性でもなく、謎と死を象徴する。
〈正教〉の多くの側面は素数3ではなく、素数7に基づく。たとえば、この宗教の重要な図像は、水晶のプリズムに射し込んで7色の虹を作る光線である。〈司祭〉(〈神官〉)は〈厳父〉に仕える男性の神職でありセプトンと呼ばれ、〈司祭女〉(〈女神官〉)は〈慈母〉に仕える女性の神職でありセプタと呼ばれる。〈七神正教〉には、いくつかの経典があるが、最も重要な経典の一つは〈七芒星典〉であって、多くの書に分かれている。聖職者たちは、明らかに神の側面に従って分かれている。〈異客〉、またの名を“死と未知なるものの神”、に仕える女性だけの組織は〈沈黙の修道女〉(〈沈黙の尼僧〉)と呼ばれ、沈黙を守り死骸の世話を行う。神の他の側面にもそれぞれ神職の組織があるのかどうかは明らかではない。〈七神正教〉の長は教皇に類似した総司祭であり、枢機卿会に類似した〈篤信卿会〉として知られる高位の聖職者の会議で選ばれる。総司祭と〈篤信卿会〉は何千年もオールドタウンに置かれたが、ターガリエン家が七王国を征服し王都キングズランディングを建設した時、その本拠を王都に移動する。
〈七神正教〉はウェスタロスの文化における概念である〈騎士〉の基礎をなすが、宗教の側に立つ戦士である〈聖兵〉は、〈騎士〉とは異なる存在である。〈五王の戦い〉の時点では何世紀もの間、解体されていたが、王室の借財の免除と引き換えに、ふたたび〈戦士の子ら〉と呼ばれる組織を作ることを許される。
溺神
鉄諸島の独自の宗教。アンダル人がウェスタロスを侵略した時、多くはその地の〈最初の人々〉が〈七神正教〉に改宗することを強制したが、鉄諸島を侵略したアンダル人は地元の宗教と文化を取り入れる。鉄諸島には島の船乗りの文化があり、〈溺神〉の信仰もこれを反映する。水と、溺れることがこの宗教では主要な役割を演じる。信者は儀式により溺れさせられ、原始的な人工呼吸によって蘇生させられる。邪悪な〈嵐神〉はかつて〈溺神〉を溺れさせた存在である。〈鉄諸島人〉が死んだ時は海に住む〈溺神〉の傍に戻るとされる。鉄諸島人は海で死ぬことも溺れることも恐れないが、それは一度死んだものは再び死ぬことは出来ず、より強くたくましく立ち上がるからであるとされる。 〈古の神々〉を信じる北部人と同様に、鉄諸島人には〈騎士〉がほとんどいないが、それは〈騎士〉が〈七神正教〉に伴う概念だからである。だが、〈溺神〉の教義は武勇を尊び、無慈悲な暴力と破壊を伴う鉄諸島人の伝統的な海賊行為や女性の略奪は、すべて正しく称賛に値する行為であると教える。実際に、海賊と略奪はほとんど宗教的な行為であり、捕えた船の船員を甲板から海に投げ込んで溺れさせることは、〈溺神〉への奉納であると考えられている。死刑もまた、海に投げ込んで溺れさせ、〈溺神〉に奉げる形をとる。
母なるロイン
東方の大陸からのロイン人の避難民がドーンに上陸した時(『氷と炎の歌』の出来事の約1000年前)、彼らはこの地のアンダル人と混じりあう。ロイン人は文化的遺産と人種的遺産をドーンに色濃く残したが、ほとんどのロイン人は〈七神正教〉に改宗する。しかし、元来のロイン人の宗教を守る者もいる。ロイン人はもともとエッソス大陸のロイン川の網の目のような水路のそばの都市国家に住んでいたため、その結果ロイン人は川を主題とした多くの自然神を信仰する。その主神はロイン川を擬人化した〈母なるロイン〉である。そのほかにも、〈河の翁〉、そしてその敵の〈蟹の王〉などの神がいる。ロイン人がドーンに逃亡した時、ほとんどの者は程度に差こそあれウェスタロスの文化に同化したが、その先祖の川に基づいた文化を頑固に守り、ドーンを流れるグリーンブラッド川に沿って筏に乗って生活する者も少数いる。この小規模の、川を上り下りして放浪するジプシーのような文化は、〈グリーンブラッドの孤児〉として知られているが、それは自らを〈母なるロイン〉の孤児であると見なしているからである。
ル=ロール
ル=ロールは〈紅い神〉や〈光の王〉(光の神)として知られ、主に〈狭い海〉の向こう側で信じられている宗教であるが、〈鉄の玉座〉に仕えるミアのソロスなど、ル=ロールの司祭は七王国にも在住している。ル=ロールの崇拝には火の儀式が含まれ、その多くは犠牲を必要とする。〈光の王〉の司祭は、ソロスの剣を燃え立たせるトリックや、メリサンドルの邪悪な呪文などの神秘的な力をしばしば見せる。メリサンドルの影響のもとで、自らを七王国の王と宣言するスタニス・バラシオンはこの宗教に改宗し、ル=ロールの暗黒の儀式の力を借りて〈鉄の玉座〉を探求している。ル=ロールの信仰の中には、〈壁〉の北に住む〈異形〉に関する予言も含まれ、〈歩く白魔〉(〈白い歩行者〉)はル=ロールの永遠の敵である〈偉大なる異形〉(〈偉大なる他者〉)の信奉者であると主張する。

## 生物

### 意識を持つ種
ウェスタロスには人間が主として住むが、他にも3つの意識を持つ種が登場する　- 〈巨人〉、〈森の子ら〉、そして〈異形〉である。
巨人
〈巨人〉は壁の外の極北のみで見られる、絶滅しつつある種族である。〈巨人〉は二足歩行の類人猿にやや似た、巨大で毛むくじゃらのヒト型生物である。人間よりも若干低い知性しかない。〈最初の人々〉の言語を話すが、ウェスタロスの共通語を理解する者もいる。戦いではマンモスに乗り、丸太より若干ましな程度の粗雑な作りの棍棒を振う。中には〈野人〉たちと緩やかな同盟を結ぼうとしたものもいる。多くの〈巨人〉が〈壁の向こうの王〉マンス・レイダーの〈野人〉の大群に加わり、〈異形〉から逃れるために〈壁〉の南側に押し通ろうする。
森の子ら
〈森の子ら〉はウェスタロスの本来の住民であるとされる。〈森の子ら〉はしばしば言及されるが、何千年も姿を見られていない。小柄なヒト型生物であると考えられている。色黒で美しく、夢と自然に関する不思議な力を持っている。北部に残る〈古の神々〉への信仰、そしてウィアウッドの森を除けば、彼らの遺産はシリーズの時間軸ではほとんど残っていない。ジョージ・R・R・マーティンは彼らがエルフではないと何度も強調している。彼はこの件に関してこう言っている「(森の)子供たちは・・・(森の)子供たちだ。エルフにはもううんざりだ。」
〈森の子ら〉はウィアウッドを通して他の場所の出来事を見ることが出来る。金属は持たなかったが、黒曜石の武器とウィアウッドの弓を用いたと言われている。後に破壊されることになった陸橋を通って、エッソスから、青銅の武器を携え馬に乗ってやって来た〈最初の人々〉と多くの戦争を戦う。〈顔のある島の条約〉(〈顔の島の条約〉)が結ばれ、〈森の子ら〉は森に住み、〈最初の人々〉は開けた土地を支配することとなる。続く年月に条約の効果は薄れたが、〈異形〉が現れた時、〈森の子ら〉と〈最初の人々〉は連合して、黒曜石、火、〈古の神々〉の魔法、そして〈壁〉の建設によってこれを退ける。続く年月に〈森の子ら〉は数を減じ、ウェスタロスを去ったかあるいは絶滅したかと思われている。
異形
ホワイト・ウォーカー(白い歩行者、白き魔物)とも呼ばれる〈異形〉は〈壁〉の北側で発見された邪悪な生物である。彼らは夜の間だけしか目撃されておらず、つねに激しい寒さと共に現れる。〈異形〉は背が高く、痩せていて、光る青い目を持つ優美なヒト型生物である。かれらは一歩ごとに色を変える鎧をまとい、鋼さえ砕く冷たい刃をそなえた薄い水晶の剣を振う。静かに動くが、その声は氷を割るかのように響く。独自の言語を持つことがほのめかされている。〈異形〉に対して鉄の武器は無力であり、黒曜石(ドラゴングラスとしても知られる)あるいはヴァリリア鋼によって作られた武器によってのみ倒すことができる。死ぬと、彼らは溶けて、極めて冷たい液体の水たまりとなる。
〈異形〉は死者を復活させ、同じような光る眼を持つ死にぞこないのゾンビーのような〈亡者〉とし、操ることができる。〈亡者〉は人間に限られず、馬やクマもまた〈亡者〉となる。〈亡者〉の体を切断してもそれぞれの部分は動き続ける。ヴァリリア鋼およびドラゴングラスによっても倒すことはできない(ただしドラマではドラゴングラスによっても倒すことができる)。火のみが〈亡者〉を倒すことができる。〈壁〉の外の野人は、死者が〈亡者〉とならないよう火葬する。

### 動物
犬、猫、馬などの通常の動物に加え、氷と炎の歌の世界には、野牛、大狼、マンモスなど、現実世界での更新世の大型動物に類似した動物が登場する。ドラゴンやクラーケンなどの神話上の動物も登場する。大型動物のうちでは野牛だけが、ウェスタロス中で家畜として普通に見られる。大狼とマンモスは極北の壁の向こう側の土地だけで見られる。クラーケンは極めて希少であるために一般には神話上の生物と思われているが、実際に存在している。
ドラゴン
ドラゴンは物語の上で重要な役割を果たす。エイゴン征服王は3頭をウェスタロスに連れてきて七王国の統一に用いる。王の子孫はドラゴンを飼い繁殖させたが、やがてその数は減じ、『氷と炎の歌』の200年ほど前に起きた、〈双竜の舞踏〉(The Dance of the Dragons)として知られる、ターガリエン家の王位継承をめぐる内戦で多くのドラゴンが殺され、やがて死に絶える。〈双竜の舞踏〉はドラマシリーズ『ハウス・オブ・ザ・ドラゴン』で語られる。物語の当初、ドラゴンは絶滅したと信じられ、石化したドラゴンの卵だけが残る。 デナーリスはカール・ドロゴの葬儀の燃える薪の上で、3個のドラゴンの卵を孵すことに成功し、世界にドラゴンを甦らせる。
この物語のドラゴンは、鱗があり、炎を吐く、動物程度の知性を持つ爬虫類である。ドラゴンには前足に蝙蝠のような皮の翼がある。氷と炎の歌の挿絵では4本の足と、独立した翼が描かれているが、作者のジョージ・R・R・マーティンはこれらの絵が不正確であると繰り返し強調している。ドラゴンには誰でも乗れるわけではなく、乗りこなそうとして多くの人間が命を落とす。長命なドラゴンは一人以上の乗り手を選ぶことがあるが、一人の人間が二頭以上のドラゴンに選ばれることはない。ヴァリリア人であるターガリエン家の血の濃い者だけが、ドラゴンと絆を結ぶことができる。長じるにつれドラゴンの皮膚は硬さを増して貫くことは難しくなり、目だけが唯一の弱点となる。
鴉
『氷と炎の歌』の鴉は、鳩と同様に帰巣本能が強く、かつ体が大きく猛禽類から襲われにくいため、手紙の運搬に用いられる。多くの鴉は一つの城に行くよう訓練されているが、中には口頭の命令で複数の城のうちの一つを選んで飛べる鴉もいる。鴉の中には、人語を解するだけでなくオウムのように限られた人語を話すものもあり、ペットとして飼われる場合もある。

### 植物
『氷と炎の歌』に登場する最も特徴的な植物はウィアウッドである。
ウィアウッド
ウィアウッドはウェスタロス中に自生する落葉樹であり、5つの先端を持つ葉や樹液は血のように赤く、太い樹を覆うなめらかな樹皮や木材は骨のように白い。ほとんどのウィアウッドには〈古の神々〉の顔が彫られているが、これは古くは〈森の子ら〉によって彫られ、現在は〈野人〉や〈最初の人々〉の子孫たちの北部人が彫るものである。顔の彫られた溝に樹液が集まり、木が赤い眼から涙を流しているように見える。
〈古の神々〉たちはウィアウッドに彫られた顔の目を通して、多くの出来事を見守っていると言われる。〈森の子ら〉の〈緑視者〉たちも顔の目を通して見ることが出来るが、木には時間の観念がないために、過去や未来を覗き込むことがある。ウェアウッドは森に自生する。〈最初の人々〉は〈森の子ら〉にならって〈古の神々〉を信じるようになり、城や村に〈神々の森〉を作る。その中心には〈心の木〉と呼ばれるウィアウッドがある。ウィアウッドは婚儀などの重要な儀式の証として用いられる。ウィアウッドの前では嘘をつくことが出来ないと信じられる。〈神の目〉湖に浮かぶ〈顔のある島〉には顔の彫られたウィアウッドがあり、ここで〈森の子ら〉と〈最初の人々〉の条約が結ばれる。
アンダル人が〈七神正教〉を携えてウェスタロスを侵略した時、ウィアウッドは〈古の神々〉の象徴とされ、多くが切り倒されるか燃やされる。だがネックの北の北部は一度も侵略されず、〈最初の人々〉の血とともに多くのウィアウッドが残る。〈壁〉の北にも多くのウィアウッドが見られる。
ウィアウッドは腐らないため、貴重な建設材や家具材となる。また槍、弓、矢の材料にも用いられる。